# Escotismo

simbolo do movimento escotista

O escotismo (termo usado no Brasil, pela Associação de Escoteiros de Macau e pela Associação de Escoteiros de Portugal) ou escutismo (termo usado pelo Corpo Nacional de Escutas de Portugal e - por influência deste - predominante nos restantes países de língua portuguesa) foi fundado em 1907 pelo militar britânico Robert Baden-Powell, como um movimento juvenil mundial, educacional, voluntariado, apartidário e sem fins lucrativos, com objetivo de desenvolvimento do jovem, via sistema de valores que prioriza a honra, baseado na Promessa (ou Compromisso) e na Lei escoteira (ou Lei do Escoteiro), através da prática do trabalho em equipe e da vida ao ar livre. Fazendo com que o jovem assuma o seu próprio crescimento, tornando-se um exemplo de fraternidade, lealdade, companheirismo, altruísmo, responsabilidade, respeito e disciplina.

## História

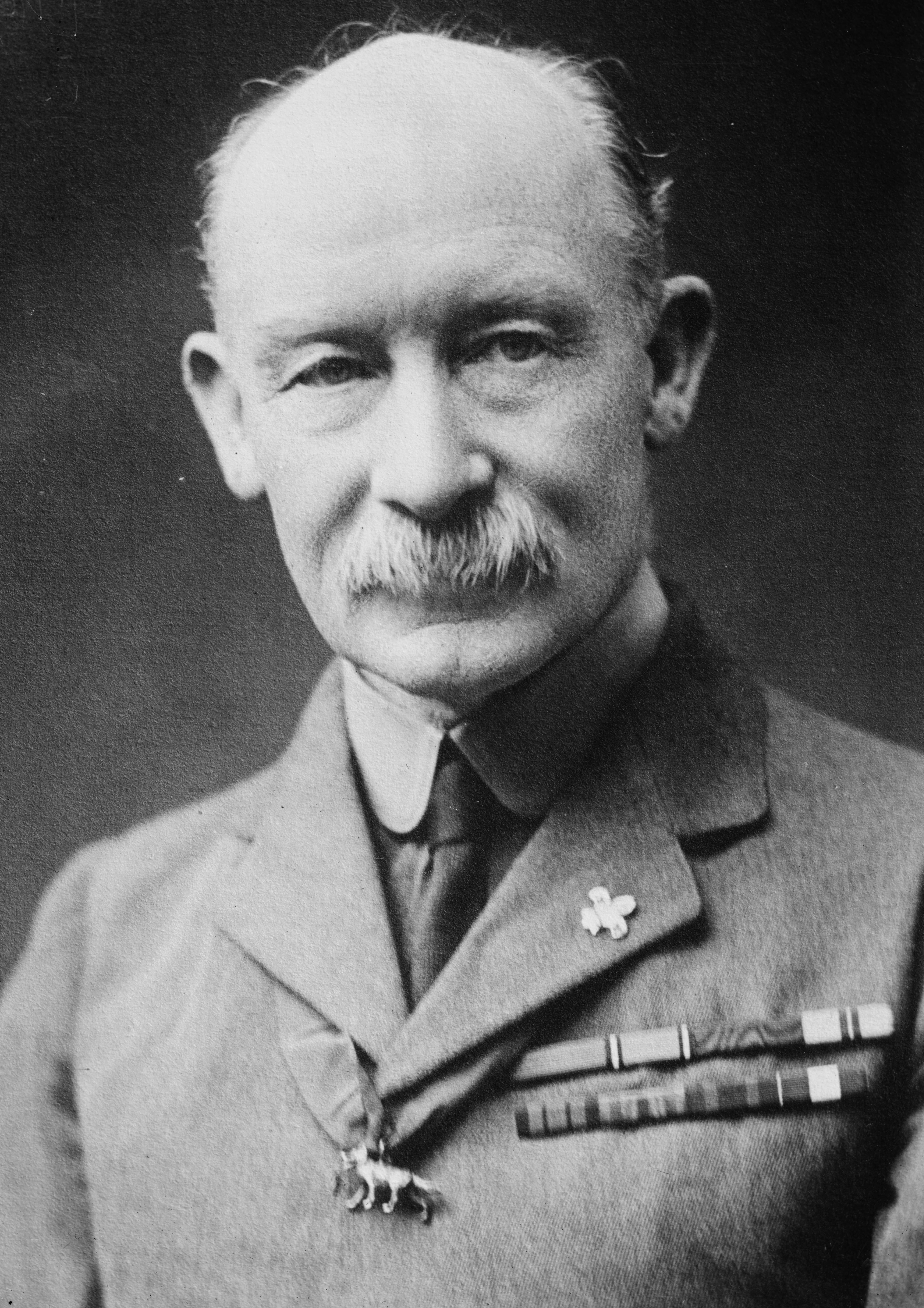
Imagem de Robert Baden-Powell, idealizador do Movimento Escoteiro.

As origens do escotismo basearam-se no evento simbólico, um acampamento organizado por Baden-Powell na Ilha de Brownsea (Grã-Bretanha), com vinte jovens, entre os 12 e os 16 anos, no qual ensinou técnicas como primeiro socorros, observação, segurança, orientação. Como símbolo do grupo, utilizaram bandeira verde com uma flor-de-lis amarela no centro, que mais tarde serviria como símbolo do escotismo em si.
Entusiasmado com os bons resultados deste acampamento, Baden-Powell começou a escrever o livro Escotismo para Rapazes, que foi publicado em 1908, inicialmente como seis fascículos, de janeiro a maio, vendido em bancas de jornal. Em maio do mesmo ano, foi editado como livro com ligeiras modificações. O pai do movimento escoteiro internacional, Frederick Russell Burnham é conhecido por ensinar woodcraft a Baden-Powell após servirem juntos na Campanha dos Matabeles em 1896, sendo esta uma das maiores influências do fundador do escotismo. Burnham começou na atividade aos 14 anos e foi um perito rastreador de índios no Velho Oeste. A amizade entre os dois resultou anos depois na formulação didática do escotismo. O Escotismo para Rapazes surge devido a outro livro de Baden-Powell escreveu em 1899, Aids to Scouting, um guia para recrutas do exército, principalmente com os ensinamentos que aprendeu do Burnham. O livro fez muito sucesso entre professores de educação física, e depois da insistência de vários líderes da juventude, Baden-Powell decidiu adaptar seu manual de escotismo especificamente para treinamento de meninos. A recepção das ideias de Baden-Powell foi tanta que, em poucas semanas, centenas de Patrulhas Escoteiras estavam formadas, praticando Escotismo. Rapidamente o movimento se espalhou por vários países, chegando à América do Sul em 1908, ao Chile.
"O Escotismo é uma escola de cidadania através da destreza e habilidade em assuntos mateiros."— Robert Baden-Powell, Escotismo para Rapazes, 1908
Em 1909, mais de 10 mil jovens realizaram uma exibição das suas perícias escoteiras no famoso Palácio de Cristal, em Londres. Nem mesmo a chuva e o frio, naquela manhã do dia 4 de setembro, puderam arrefecer o entusiasmo deles. Nesta reunião histórica, os rapazes formavam a maioria.
Temendo a degeneração das suas ideias, e verificando a necessidade de integrar todos em um movimento que crescia rapidamente, Baden-Powell passou a dedicar-se à organização do Movimento Escoteiro, que não era sua proposta original. Desliga-se do Exército, em 1910, e ingressa no que chamou de sua "segunda vida", dedicada ao crescimento e fortalecimento do Escotismo.
Ainda em 1910, é criado o Escotismo do Mar, bem como surgem dentro do Movimento as "Girls Guides", ou seja, as Guias Escoteiras. A partir de 1912, Baden-Powell passa a viajar pelo mundo divulgando e unindo o Escotismo, que se desenvolve agora como uma "Fraternidade Mundial".
Também em 1912, foi publicado o primeiro Manual das Guias, "Como as Moças podem ajudar o Império …" escrito por Agnes Baden-Powell.
Foi em 1916 que, a pedido das crianças menores que queriam fazer parte do Movimento Escoteiro, Baden-Powell criou o Ramo Lobinho, baseado no Livro do Jângal, de Rudyard Kipling, com auxílio da sua irmã, Agnes.
Em 1917, é constituído informalmente o primeiro Conselho Internacional da Associação de Guias da Inglaterra, e, no ano seguinte, é publicado o texto base do Guidismo, escrito por Baden-Powell, especialmente para as guias.
O Escotismo recebe de William F. de Bois Mclaren uma área de terra, na floresta de Epping, arredores de Londres, onde se instala Gilwell Park o centro de formação de chefes escoteiros (o curso passa a ser chamado curso para Insígnia de Madeira. Os que completam o curso, recebem um colar de contas e um lenço com um pedaço de tecido atrás com a trama característica - tartan - do clã McLaren). Em 1930, Lady Olave Baden-Powell é aclamada Chefe Guia Mundial, função que exerceu até 1976, quando morreu.
A última presença pública de Baden-Powell para os escoteiros foi em 1937, no Quinto Jamboree Mundial em Vogelezang, Holanda, depois do que viajou para o Quênia, onde fixou residência a partir de 1938 com Lady Olave. Morre nesse local.
|  |  |

A principal organização representativa internacional é a Organização Mundial do Movimento Escoteiro (OMME), WOSM em inglês. O Escotismo é o maior movimento organizado de educação não formal. Em setembro de 2005, as estatísticas apontam o Escotismo presente em 216 países e territórios, com um total de 28 milhões de filiados, havendo apenas seis países sem escotismo. Já passaram pelo Movimento Escoteiro mais de 300 milhões de jovens desde a sua criação na Inglaterra. Em 2007, foi realizado o Jamboree Mundial do Centenário na Inglaterra, com a participação de cerca de 42 mil pessoas em mais de 120 países.

### Escotismo Modalidade do Ar
A Modalidade do Escotismo do Ar não foi idealizada por Baden-Powell, que foi o idealizador das outras duas modalidades, básica e Modalidade do Mar. A Modalidade do Ar tem sua origem no Brasil.
Dia 28 de abril de 1938, é oficializado o primeiro Grupo Escoteiro da Modalidade do Ar, o Grupo Escoteiro do Ar Tenente Ricardo Kirk, tendo como responsáveis os militares brasileiros Godofredo Vidal (Major Aviador), o Vasco Alves Seco (Tenente Coronel Aviador) e Jayme Janeiro Rodrigues (Primeiro Sargento Telegrafista), na época servindo em Curitiba no 5.º Regimento de Aviação (atual "Centros Integrados de Defesa Aérea e Controle de Tráfego Aéreo", CINDACTA II).
Em 19 de abril de 1944, foi criada a Federação Brasileira de Escoteiros do Ar, a qual congregava todos os Grupos Escoteiros da Modalidade, na época se restringindo aos estados brasileiros do Paraná, Rio de Janeiro e São Paulo.
O Brigadeiro Nero Moura, em 26 de julho de 1951, então Ministro da Aeronáutica, reconhecendo a tamanha expansão registrada e os seus valiosos objetivos, entre eles o de incentivar o interesse dos jovens pela aeronáutica, determinou que todas as unidades da Força Aérea Brasileira dessem total apoio à Modalidade do Ar, o que acontece até os dias presentes.

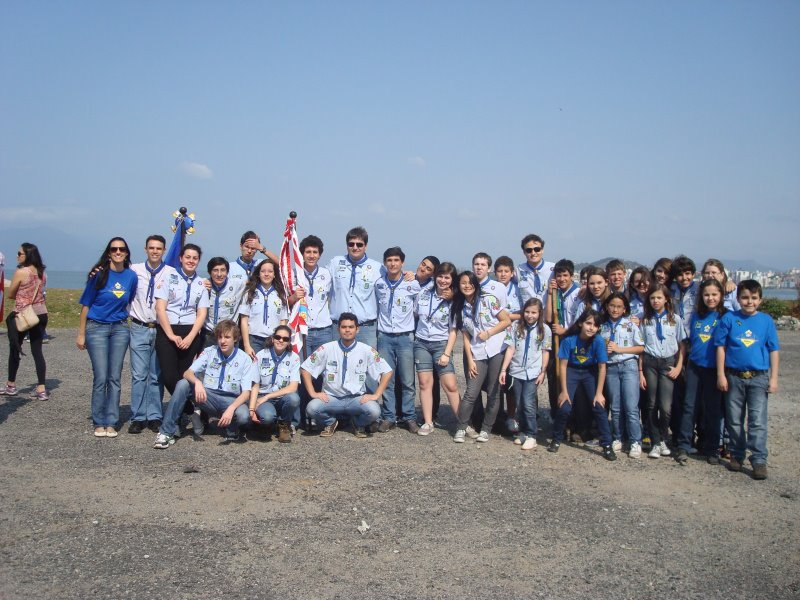
Grupo Escoteiro do Ar Hercílio Luz, no dia 7 de setembro de 2012

Em 1951 a Portaria 262 publicada pelo então Ministro da Aeronáutica Brigadeiro Nero Moura determina o apoio de todas as Unidades da FAB aos Escoteiros do Ar. Esta portaria foi reconfirmada em 1981 pelo Ten.-Brig.-do-Ar Délio Jardim de Mattos e reformulada e substituída pela portaria 914 de 29 de Setembro de 2003 pelo Ten.-Brig.-do-Ar Luis Carlos da Silva Bueno.
O Atual Coordenador Nacional da Modalidade do Ar é o Chefe I.M. Vlamir Pereira (SP), sucessor do Chefe I.M. Marcelo D. V. Penteado (SP), Chefe I.M. Paulo R. Negreiros (RS), Chefe I.M. Fábio Augusto Giunti Ribeiro (SP) e Chefe I.M. Luiz Salgado Klaes (SC).

### Escotismo Modalidade do Mar
|  | Após um acampamento no Rio Beaulieu, Baden-Powell redigiu "Escotismo do Mar para Rapazes", era uma pequena explanação do que deveria ser o escotismo o mar, ao final há uma nota que diz que seu irmão, Warrington Baden-Powell, montaria um manual para os escoteiros do Mar. Com o despreparo dos chefes da modalidade básica, surgiram novos chefes provindos da Guarda Costeira da Inglaterra, esses tinham conhecimento sobre gas artes da marinharia. As primeiras uniões de Escoteiros do Mar na Inglaterra e no exterior foram: Mercúrio, 'British Boys', Petersham and Ham, Barry, Cleethorpes, Ratcliffe, Skegness, e Gibraltar. Em 1910] foi definido o uniforme dos Escoteiros do Mar, branco diferente da modalidade básica caqui. Em 25 março de 1911, estabelece-se escoteiros do mar como salva-vidas na costa, uma real necessidade da época. Em 1912 o "Escotismo do Mar e Marinharia para Rapazes" é publicado. Em 1921, Warrington Baden-Powell morre, mas o Escotismo do Mar já era realidade em vários países. E atualmente no mundo inteiro. |

## Promessa escoteira
|  | A promessa escoteira sintetiza o embasamento moral do Movimento Escoteiro. No momento da Promessa, os membros do Movimento comprometem-se voluntariamente a conduzirem-se de acordo com a orientação moral do Movimento, reconhecendo a existência de deveres que têm de ser cumpridos. Os elementos da Promessa Escoteira estão contidos nos Princípios do Movimento Escoteiro. Ao fazer a promessa, o escoteiro poderá passar a utilizar o símbolo mais honrado do escotismo (o distintivo de promessa). Promessa Original (Versão traduzida escrita por Lord Baden-Powell, em inglês). "Pela minha honra, eu prometo que farei o meu melhor para cumprir meu dever para com Deus e o Rei, ajudar os outros em todas as ocasiões e obedecer à Lei Escoteira." |

## Lei escoteira
Conceitos inerentes à Lei Escoteira
Honra, integridade, lealdade, presteza, amizade, cortesia, respeito e proteção da natureza, responsabilidade, disciplina, coragem, ânimo, bom-senso, respeito pela propriedade e auto-confiança.
Quando Baden-Powell idealizou a Lei Escoteira, decidiu não estabelecer leis proibitivas, mas conceitos para formação de pessoas benévolas, para que, desta forma, o jovem escoteiro tivesse onde se espelhar e pudesse se orientar.
Os dez artigos da Lei Escoteira
(versão traduzida da original escrita por Baden-Powell, seguidos de breves observações feitas pelo próprio)
|  | 1. O Escoteiro é verdadeiro e a sua palavra é sagrada. "A Honra para um Escoteiro é ser digno de toda confiança. Como um Escoteiro, nenhuma tentação, por maior que seja, e embora seja secreta, irá persuadi-lo a praticar uma ação desonesta ou escusa, mesmo muito pequena. Você não voltará atrás a uma promessa, uma vez feita. A palavra de um Escoteiro equivale a um contrato. Para um Escoteiro, a verdade, e nada mais que a verdade." Baden-Powell 2. O Escoteiro é leal. "O Escoteiro é leal à Pátria, à Igreja, às autoridades do governo, aos seus pais, seus chefes, seus patrões e aos que trabalham como seus subordinados. Como um bom cidadão, você é de uma equipe, 'jogando o jogo' honestamente, para o bem do conjunto. Você merece a confiança do governo de sua pátria, do Movimento Escoteiro, dos seus amigos e companheiros de Patrulha, de seus patrões ou de seus empregados, que esperam que você seja correto, fazendo o melhor possível, em benefício deles, ainda quando eles não correspondem sempre bem ao que você espera deles. Além disso, você é leal também a si mesmo; você não quer diminuir seu respeito a si mesmo jogando mal de propósito; nem vai querer decepcionar ou ficar em falta com outro homem, nem, tampouco, com outra mulher." Baden-Powell 3. O Escoteiro é prestável. "O dever do Escoteiro é ser útil e ajudar a todos. Como Escoteiro, seu mais alto objetivo é servir. Você deve merecer a confiança de que, em qualquer ocasião, estará pronto a sacrificar tempo, trabalho, ou, se necessário, a própria vida pelos demais. O sacrifício é o sal do serviço." Baden-Powell 4. O Escoteiro é amigo de todos e irmão dos demais Escoteiros. "É amigo ou irmão, não importando a que país, classe ou credo o outro possa pertencer. Como Escoteiro, você reconhece as demais pessoas como sendo, com você, filhos do mesmo Pai, e não faz caso de suas diferenças de opinião, casta, credo ou país, quaisquer que elas sejam. Você domina os próprios preconceitos e procura encontrar as boas qualidades que tenham; o defeito deles qualquer um pode criticar. Se você põe em prática esse amor pelas pessoas de outros países e ajuda a fazer surgir a paz e a boa vontade internacionais, isto será o Reino de Deus na terra. O mundo inteiro é uma fraternidade." Baden-Powell 5. O Escoteiro é cortês. "Como os antigos cavaleiros, você, sendo um Escoteiro, é, sem dúvida, polido e atencioso com as mulheres, velhos e crianças. Mas, além disso, você é polido mesmo com aqueles que estão contra você. Aqueles que têm razão, não precisam perder a calma; aqueles que não têm razão, não podem se dar ao luxo de perdê-la." Baden-Powell |

| 6. O Escoteiro é respeitador e protector da Natureza. "Você reconhecerá como companheiras as outras criaturas de Deus, postas, como você, neste mundo, durante certo tempo, para gozar suas existências. Maltratar um animal é, portanto, um desserviço ao Criador. Um Escoteiro deve ter um grande coração." Baden-Powell 7. O Escoteiro é responsável e disciplinado. "O Escoteiro obedece, de boa vontade, sem vacilar, às ordens de seus pais, Monitores e Chefes. Como Escoteiro, você se disciplina e põe-se, profunda e voluntariamente, às ordens das autoridades constituídas, para o bem geral. A comunidade mais feliz é a comunidade mais disciplinada; a disciplina, porém, deve vir do íntimo, e nunca ser imposta de fora. Por isso, tem um grande valor o exemplo que você der aos demais nesse sentido." Baden-Powell 8. O Escoteiro é alegre e sorri perante as dificuldades. "Como Escoteiro você será visto como o homem que não perde a cabeça e que aguenta qualquer crise com ânimo alegre, coragem e optimismo." Baden-Powell 9. O Escoteiro é económico, sóbrio e respeitador dos bens dos outros. "Como Escoteiro, você olhará para o futuro e não irá dissipar tempo e dinheiro com prazeres do momento, mas, ao contrário, fará uso das oportunidades do momento tendo em vista o futuro sucesso. Você fará isso com a ideia de não ser um ônus, mas uma ajuda para os demais." Baden-Powell 10. O Escoteiro é íntegro nos pensamentos, palavras e acções. "O Escoteiro é limpo em pensamento, palavra e acção. Como Escoteiro, espera-se que você tenha não só uma mente limpa, como também uma vontade limpa; seja capaz de controlar quaisquer tendências intemperadas do sexo; dê um exemplo aos demais sendo puro, franco, honesto em tudo que pensa, diz ou faz." Baden-Powell |

## Lema escoteiro
Originalmente
(Versão traduzida escrita por Baden-Powell, em inglês).
O lema escoteiro é Be Prepared (esteja preparado), entretanto, foi traduzido para "Sempre Alerta", forma adoptada pelo Corpo Nacional de Escutas e pela União dos Escoteiros do Brasil, ou "Sempre Pronto", adotada pela Associação dos Escoteiros de Portugal, que significa que você deve estar constantemente num estado de atenção mental e corporal para cumprir o seu dever.
- Esteja preparado mentalmente através de uma disciplina que lhe permita ser obediente a cada ordem, e também pensando de antemão nas situações e acidentes que podem ocorrer, para saber e desejar atuar de maneira correta no momento correto.
- Esteja preparado fisicamente, fortalecendo-se, ativo e capaz de atuar de maneira correta no momento correto.

## Método escoteiro

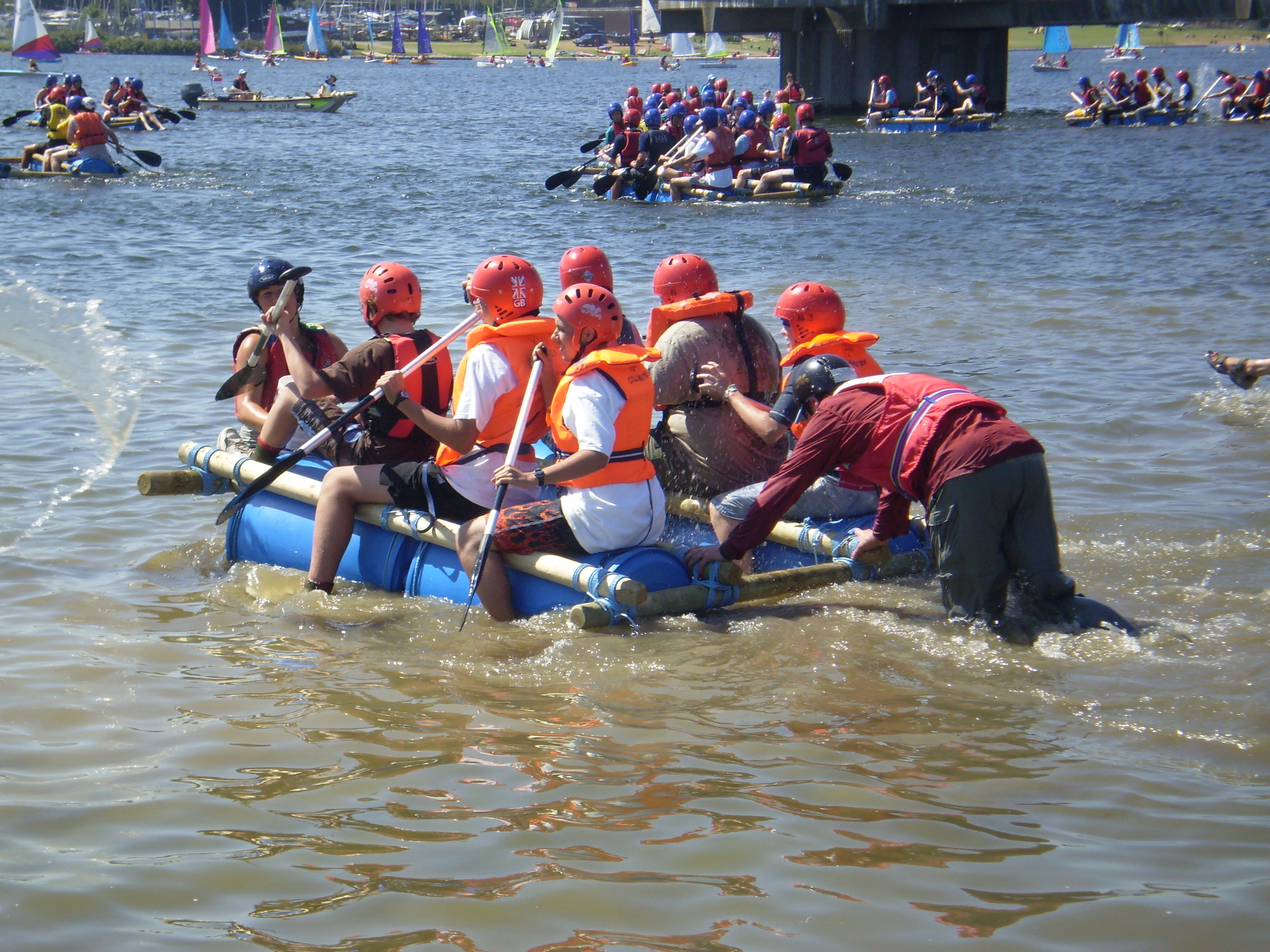
Atividade de grupo no 21°Jamboree.

O Método Escoteiro baseia-se em sete pilares essenciais:
1. Aceitação da Lei Escoteira e realização da Promessa;
Sistema de Valores e Princípios baseados na Promessa e na Lei Escoteira, todos os membros assumem voluntariamente o compromisso.
2. Sistema de Patrulhas (a vida em pequenos grupos de jovens);
Os escoteiros são agrupados em pequenos grupos de 6 a 8 pessoas, para operarem como um time, vivendo e trabalhando juntos, dividindo experiências, em uma forma de democracia e regida pela Lei Escoteira.
3. Sistema de Progresso (programas progressivos e atraentes);
O Escotismo promove ações para que o jovem realize ações para a auto-progressão, seguindo a Lei escoteira.
4. Aprender fazendo (educação pela ação);
Desenvolvimentos de atividades que mostrem a realidade, mostrem como as coisas acontecem, desde uma apresentação a uma audição;
Aplicar meios para que o jovem ganha conhecimentos, habilidades e atitude. Um exemplo é para que o jovem aprender o que é responsabilidade, da-se responsabilidade para ele;
Os saberes do escotismo passam por experiências, não são separados da realidade, ou presos a uma mundo abstrato. Não são aulas, são excursões, atividades de campo.
5. Contato com a Natureza (palco privilegiado da ação, contacto com a criação).
Desenvolvimento físico: A natureza fornece ar puro, espaço para correr, oferecendo oportunidades para promover jogos e testando os limites de resistência;
Desenvolvimento intelectual: A natureza fornece oportunidades de explorar, desenvolver os sentidos e as habilidades.
6. Método Projeto
concepção de objetivos, enquadramento imaginário e atividades pelos jovens;
7. Presença de adultos
Adultos são voluntários que facilitam o processo de auto-aprendizagem passando pelo Método Escoteiro.

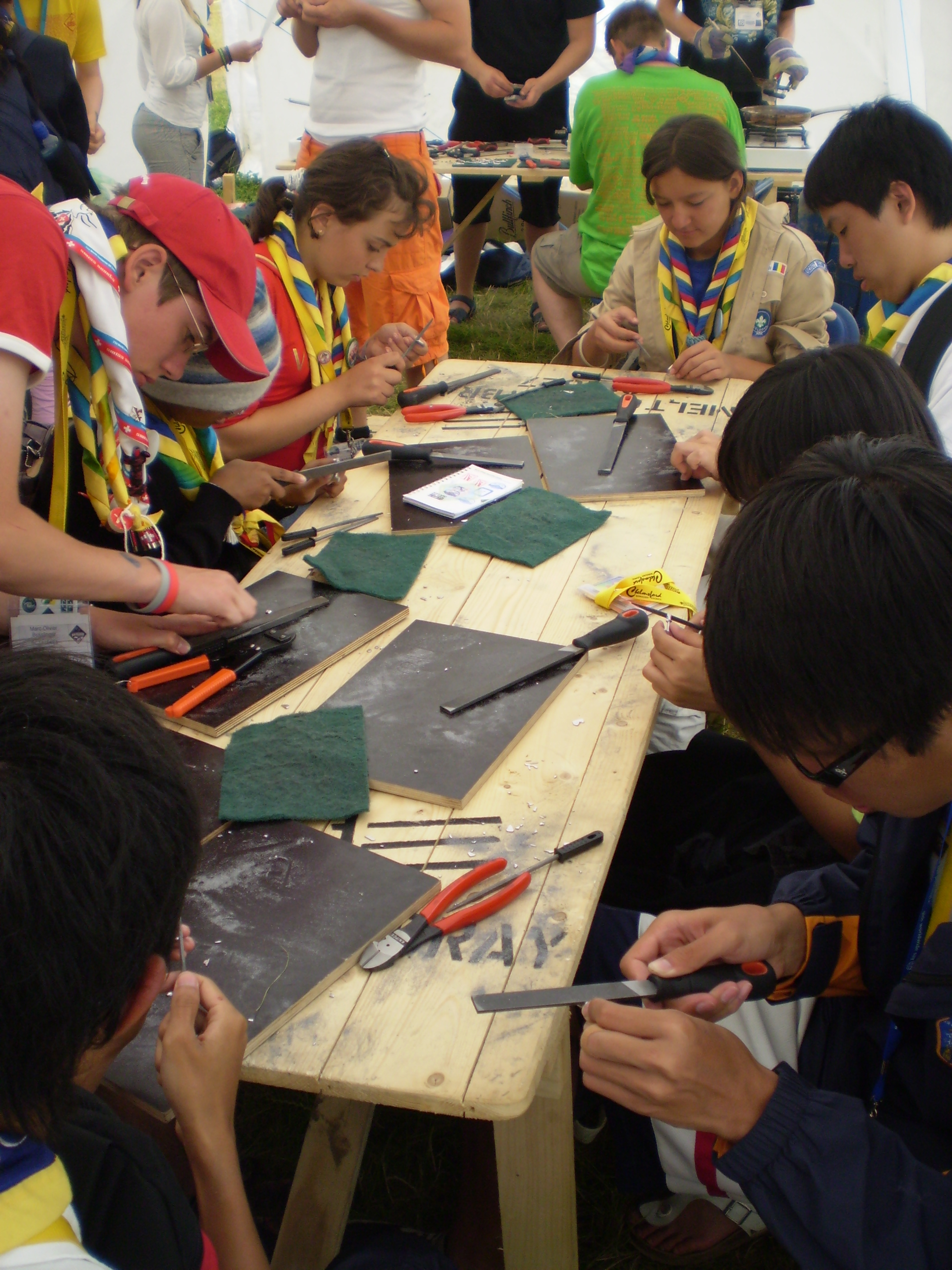
Escoteiros no Jamboree.

Individualmente, muitos desses pontos são ferramentas de outras formas de educação. Mas no escotismo eles fazem parte de um todo, tornando o Método escoteiros único.
Os elementos atuam como uma rede, e podem ser visto singularmente como:
- Cada um tem uma função específica;
- Interação de cada um reforça o mesmo;
- Contribuí para toda proposta a ser atingida.

Uma importante característica do sistema é a sinergia criada, o efeito do sistema é muito maior do que um elemento sozinho. Cada elemento do Método tem função educacional; cada elemento completa o impacto do outro. Se algum elemento se perde ou não é utilizado propositadamente, o sistema não pode servir para a proposta inicial - o progressivo e holístico desenvolvimento do jovem.
O Método Escoteiro foi desenvolvido para estimular o desenvolvimento do jovem para além dos anos de escotismo. Isso significa que funciona para todos os jovens mesmo que ele tenha oitenta anos.
Pode parecer que há um erro, uma pessoa não pode estar fisicamente em contato com o mundo natural e dando suporte a um hospital, mas ela pode sim conter elementos da natureza como um plano de fundo, ou mesmo presente utilizando métodos que não deteriorem a natureza, por exemplo.

### O sistema natural de progressão de autoeducação
O Método Escoteiro é um sistema de progressão, a intenção é estimular que cada jovem desenvolva suas capacidades e seus interesses. Ele faz isso colocando desafios a serem superados, aventuras, incentivando a explorar, a descobrir, a experimentar, a inventar e a criar a capacidade de achar soluções; mas sempre respeitando-os individualmente, suas barreiras.

### Hierarquia por trás do Método
ONE
Organizações Nacionais Escoteiras (ONE), são responsáveis pelo desenvolvimento "Programa de Jovens", baseados nos princípios fundamentais do Escotismo e nas necessidades dos jovens do país. Também são responsáveis por recrutarem e motivarem voluntários para propagar o "Programa de Jovens".
CME
O Comitê do Método Educacional (CME) foi formado após o World Scout Conference na Tunísia em 2005, trazendo com ele o intuito de dar suporte e desenvolver, em nível mundial, o "Programa de Jovens" e o "Adultos no Escotismo", para oferecer uma aproximação mais holística entre as Organizações Nacionais Escoteiras.
O CME prioriza os jovens e adultos voluntários, tanto dentro quanto fora do Movimento Escoteiro, desde que eles promovam a educação a todos, educação conjunta e o desenvolvimento espiritual.
O CME aspira oferecer suporte para disseminarem um melhor do escotismo para mais jovens.
Objetivos:
- Focar nas necessidades das ONE e Regiões, reconhecendo que há diferenças nas diferentes regiões e sub-regiões;
- Fortalecer e praticar boas ações;
- Promover suporte efetivo, interagindo com as diferentes culturas, comunicações e aplicando métodos mais efetivos de trabalho;
- Desenvolve e dar suporte à comunidades do saber, ajudando na sustentabilidade de tais organizações e fortalecer o impacto nas ONE.

### O Método pela CME
A Lei escoteira

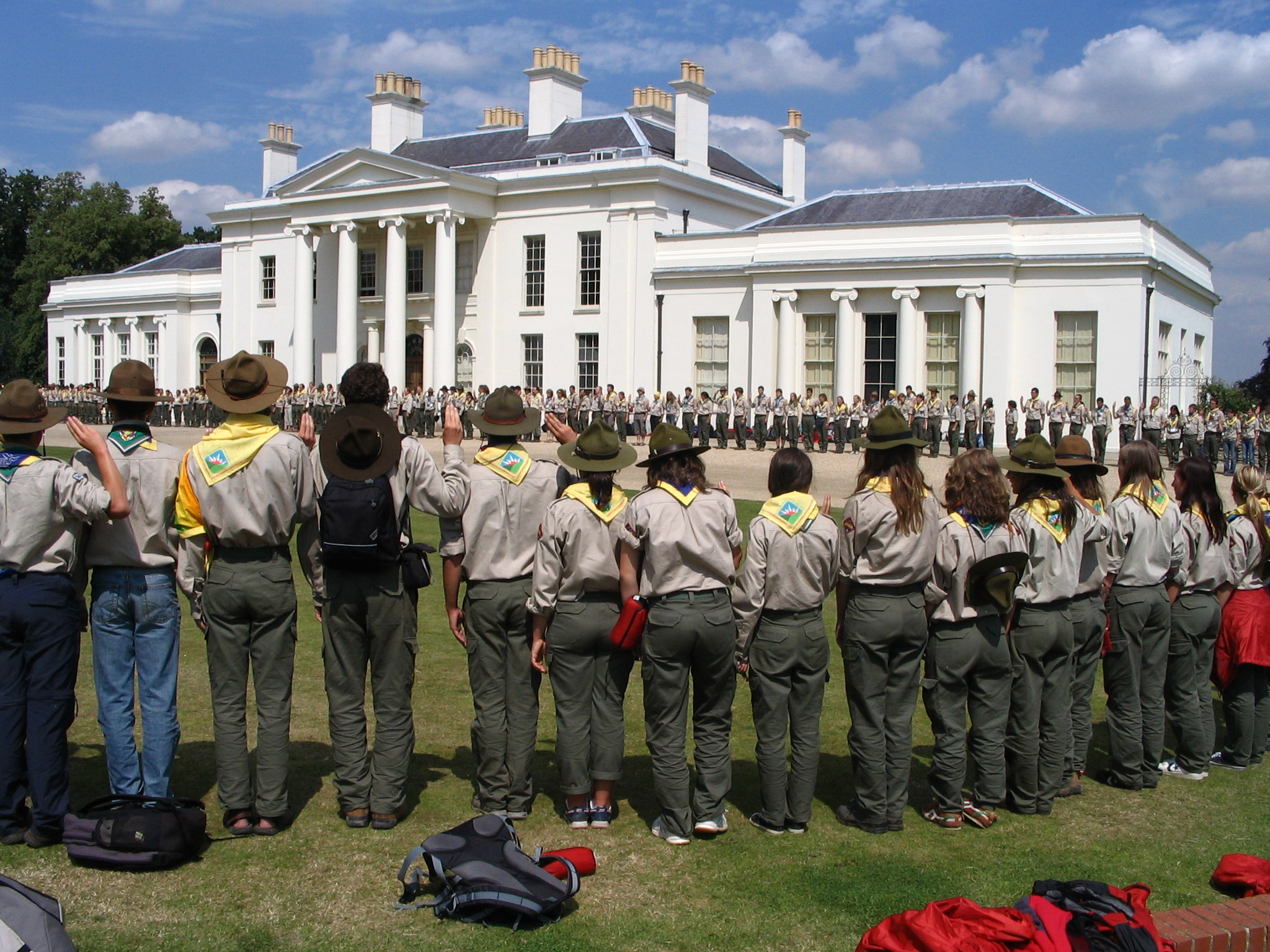
Escoteiros em meio a uma promessa.

Os jovens são estimulados a adotá-la entre 10 e 11 anos de idades, essa é a idade que as pessoas começam a compreender valores, assim se assimilarem a Lei Escoteira nessa época, ela torna-se inerente nas ações e nas visões do jovem, passando a ser mais do que um código e sim um estilo de vida.
A Promessa Escoteira
O comprometimento com ela é voluntário, mas assim que aceitar o jovem tem que te fazer o melhor que ele pode para cumpri-la, colocando Deus, a Pátria, a Paz, a honra e os valores da Lei Escoteira, acima de sua própria vida.
A Proposta
Escotismo contribuí para a educação de jovens através de um sistema de valores— CNE
A missão do Escotismo é contribuir para educação do jovem para que ele possa ajudar na construção de um mundo melhor, onde as pessoas se realizem como indivíduos e como uma sociedade. Essa missão é atingida através do Método Escoteiro, que capacita o jovem ser o responsável pelo seus atos, seu desenvolvimento, seu comprometimento, sua responsabilidade, auto-evoluído-o.
O Valores propostos é um projeto para a vida toda e para todos os escoteiros— CNE
Os princípios constituem uma proposta são compromissos individuais, que representam um desafio para todos que são escoteiros. Os princípios convidam a todos os jovens e adultos a constantemente enfrentar os desafios para cumprir os compromissos assumidos. Algumas associações nacionais têm diferentes palavras para essa proposta de educação, mas todas as versões expressam o mesmo sistema de valores. O texto abaixo mostra o que o Método Escoteiro busca.
Uma pessoa com liberdade e integridade, de mente aberta e com um coração verdadeiro, forte em sua determinação, responsável e ter confiança sobre seus julgamentos e ações. Uma pessoa que coloca acima de sua vida, a verdade de suas palavras.

Pronto para servir outros, envolvido com a comunidade, compromissado com a democracia e com o desenvolvimento, amante da justiça e promovedor da paz, que valoriza o trabalho humano e constrói a sua família em amor, consciente de sua própria dignidade e de outros, dividindo com todos a alegria e a afeição.

Uma pessoa criativa que deixa o mundo melhor do que quando ele encontrou e que promove grandes esforços para manter a integridade da natureza, aprende continuadamente e procura por caminhos que permanecem inexplorados; que faz o trabalhos seu trabalho bem e é livre de avidez para com posses e é independente de bens materiais.

Uma pessoa espiritualizada, com um senso transcendental de vida, que é tem o peito aberto para com Deus, vive a sua vida com alegria e faz dela parte do dia; e é aberto a diálogo, compreende, respeita a fé e a religião do próximo.
O poder da Lei é o principal assunto na pré-adolescência.

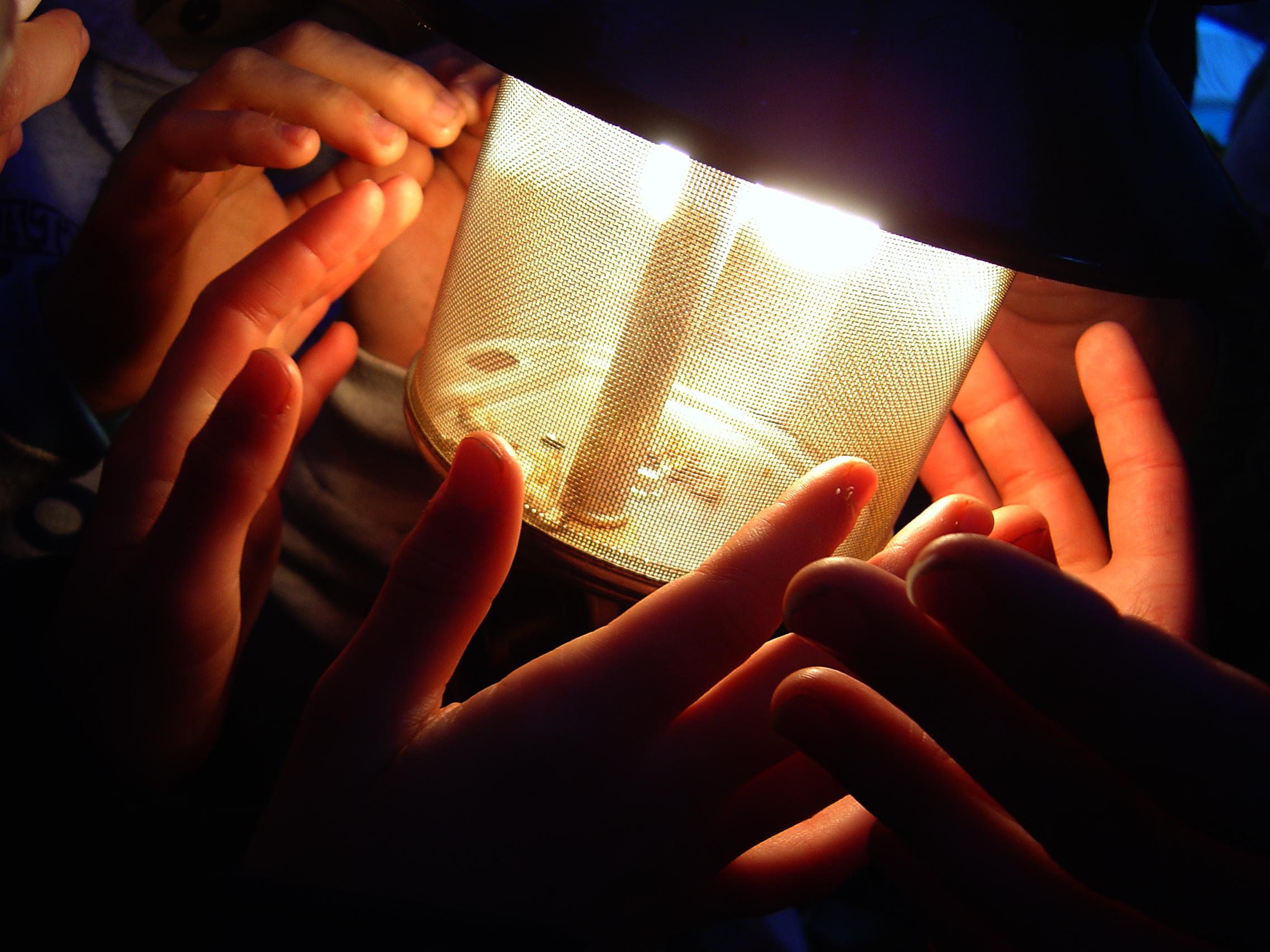
Escoteiros entorno de um lampião.

Nesse período o jovem tende a questionar a autoridade dos país e de adultos em geral, de uma perspectiva do adulto, o Método Escoteiro tenta reforças os pontos necessários para integridade da criança, mesmo ela questionando os valores que forma-lhe apresentados na sua infância, o Método utiliza através "do realizar" argumentos para não duvidar de certos pontos, pois sabe que só falar e não fazer não adianta, além disso, sabe que falhando na apresentação da moral nessa fase, pode haver sérias consequências na personalidade desse.
Crianças entendem como as regras funcionam para um meio comum, entre os 10 e 11 anos.
Simples observações de como as crianças veem e aceitam as regras dão certa luz no desenvolvimento da concepção das regras. Entre os 7 e 8 anos as crianças gradualmente melhoram no trabalho de grupo, dividem responsabilidades, e começam a reconhecer regras. Nesse período elas aprendem a seguir as regras, o grupo escoteiro nessa fase tenta mostrar o "ouvir e respeitar os outros". Depois dessa fase eles entram no estágio de vida em comunidade, eles são divididos em grupos pequenos de seis membros, aproximadamente, já que estão entre os seus 10 e 11 anos, nessa idade eles entendem as regras e veem vários ângulos da mesma, podendo criar novas e o grupo aceitar.
Jovens assimilam a lei do mesmo modo que interiorizam as regras: Seguem os "líderes" que são os exemplos de lei, assim como seguem os experiências em grupo.
Nas seções escoteiras há dois "motores". Um é a Lei Escoteira e o outro é o modo de auto-gerência oferecida pelo Método Escoteiro nos pequenos grupos autônomos (patrulhas). A vida em grupo faz as regras serem lembradas e seguidas para manter-se uma vida em comum, na luz da Lei Escoteira.
A Lei Escoteira propõe viver por outros valores.
A Lei Escoteira cobre e ordena valores propostos pelo sistema educacional escoteiro e que o jovem na aquela idade pode compreender e vivenciar.
Mas a Lei é mais do que ordenar a disposição das ideias. É um código de conduta que oferece para o jovem uma opção para conduzir a vida. E mais, ele é convidado para tornar os valores parte da sua personalidade. Consciente disso ele precisa pensar e agir segundo os próprios valores.
A Lei Escoteira é proposta, não imposta.
Atividades
O balanceamento entre as "atividades distintas" e "atividades habituais" é essencial para o manter a unidade, o espírito escoteiro, o contato com a comunidade e com o mundo.
Atividades habituais
Fortalece o Método assegurando a participação do jovem, a coletividade e assegurando a presença dos valores. Contribui para criar a atmosfera do escotismo na Unidade escoteira e dar ao escoteiro a experiência tipicamente escoteira.
Atividades distintas
Assegura que o programa corresponde aos interesses e projetos dos jovens respeitando a diversidade. São também atividades diretamente relacionadas com as necessidades presentes na comunidade que cerca o Grupo escoteiro.
Mas as atividades habituais e distintas são conectadas, algumas atividades incluem aspectos majoritários de uma com um ou mais aspectos de outra.

## Contribuições
Todos os membros pertencem a grande Fraternidade Escoteira Mundial, sendo assim, pregam a paz e a proto-cooperação entre os seres.
A boa ação diária é inerente a todos os membros, o cumprimento do dever cívico, apoio a comunidade, ao próximo, a conservação dos meios naturais e cooperação a movimentos semelhantes, é incentivado pelo Movimento Escoteiro.
Em caso de conflito social o Escotismo não interveem em nenhum dos lados interessados, mas voluntariamente, pode ele ajudar na diminuição dos efeitos de calamidade pública.

## Modalidades
Existem três vertentes do Escotismo, diferenciando somente no foco de suas atividades, mas preservando os valores:
Modalidade Básica
A Modalidade Básica, caracterizada pelo escoteiro típico, sendo a modalidade com o maior número de integrantes, apresenta grande flexibilidade de atividades e com formação geralmente mais voltada para a atividade excursionista, campismo e montanhismo.
Os acampamentos exigem inúmeras técnicas escoteiras, dentre elas a que se destaca é a pioneiria, uma forma de suprir a necessidade de móveis e como um modo de proteção, normalmente constituídas por troncos de madeira e unidas através de amarras.
Modalidade do Mar
O que caracteriza o Escotismo Modalidade do Mar é que eles realizam as suas atividades preferencialmente na água, onde quer que exista água em quantidade e profundidade suficientes para que uma embarcação possa e técnicas marinheiras, pela navegação à vela e a motor, pelas viagens e transportes marítimos, pela pesca, pelo estudo da oceanografia, pela exploração e pelos esportes náuticos, incentivando o culto das tradições da marinha. A gama de atividades que podem ser realizadas é enorme, indo da tradicional navegação a remo até mergulho ou windsurf.
Modalidade do Ar
O Escotismo Modalidade do Ar procura desenvolver nos jovens, além dos valores da Modalidade Básica, o gosto pelo aeromodelismo, aeroplanos, pelos problemas de aeroportos, aeronavegação, aeropropulsão, pelo pára-quedismo e pelos esportes aéreos, pelo estudo da meteorologia e da cosmografia, pelo mundo aeroespacial e pela cosmonáutica, incentivando o culto das tradições da aeronáutica do país.
As ênfases educativas das Modalidades do Mar e do Ar são sugeridas aos Ramos Escoteiro e Sênior. No Ramo Lobinho o desenvolvimento nas Modalidades do Mar e do Ar ocorrem sob forma de atividades especiais, especialidades, etc. No Ramo Pioneiro se reflete em Projetos de Equipes de Interesse.

## O ser escoteiro
Baden-Powell destaca alguns pontos para ser escoteiro: 
Vida ao Ar Livre

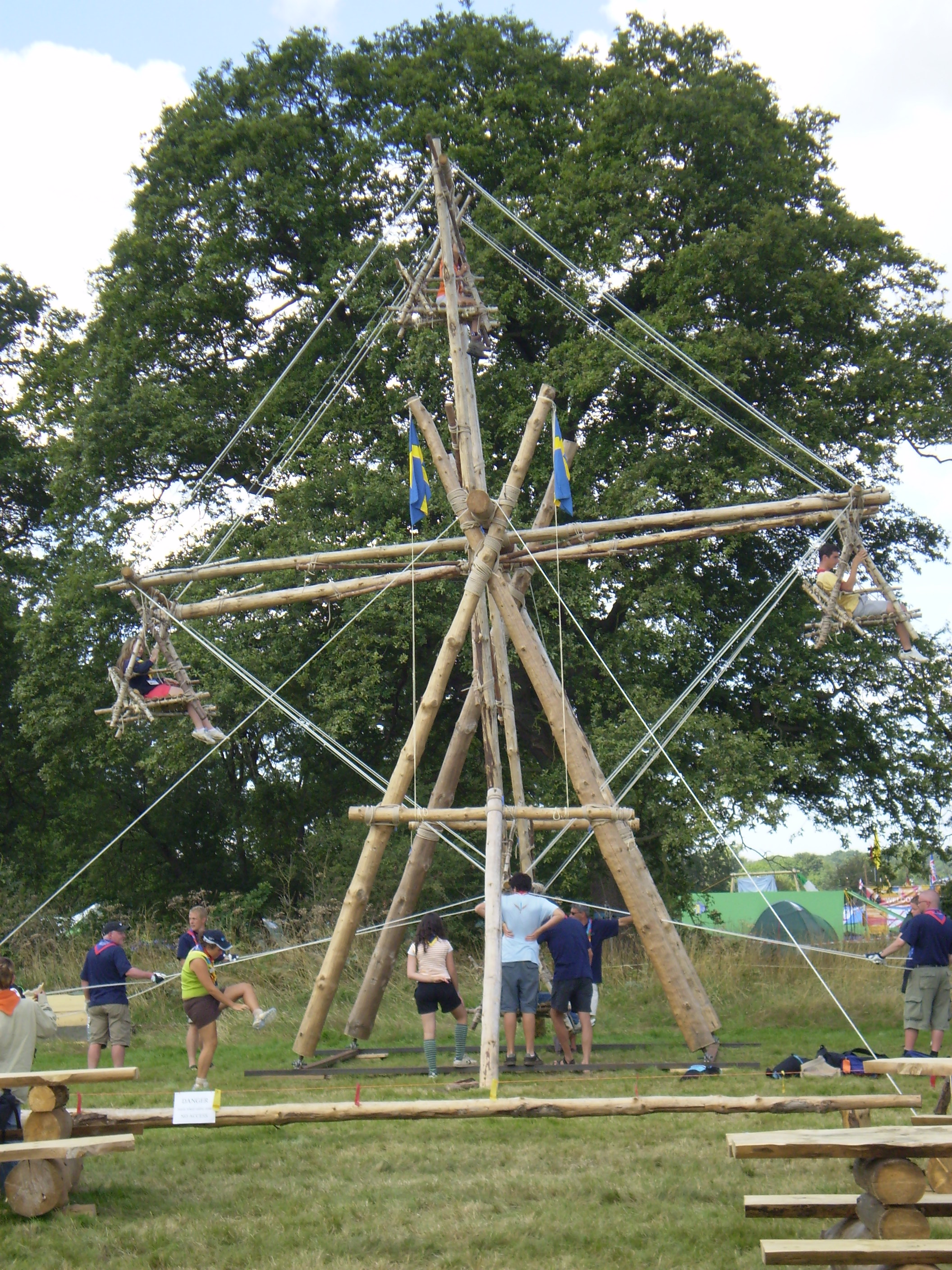
Uma roda gigante, feita através de pioneiria.

O acampamento é o auge da vida de um escoteiro. O contato com a natureza é imprescindível, já que se afastar da cidade e entrar em contato com as dádivas naturais traz saúde e felicidade.
Excursionar faz o escoteiro encontrar novos lugares, descobrindo novas vidas. A aventura tornando-o mais forte e rijo. Com um sorriso no rosto, enfrenta de peito aberto as intempéries.
Mas para acampar e fazer excursões tem que haver uma preparação, conhecimento de técnicas que possibilitem a vivência nas condições mais adversas.
Conhecimento sobre a Natureza
Observar a natureza pode trazer grandes benefícios, B-P em Escotismo para Rapazes diz que seguir rastros é uma maneira divertida para saber mais sobre os animais, levando a pessoa a um alto nível de observação; assim como observar pessoas. E é vergonhoso para um escoteiro não reparar em algo e outra pessoa mostrar-lhe.
Os Cavaleiros da Idade Média
Em uma visão idealizada, os cavaleiros são lembrados por sua honra. O escoteiro é equiparado com eles, enquanto para um escoteiro a sua honra está acima de sua própria vida, assim como a sua Pátria. E também pela hierarquia e fraternidade de um grupo de cavaleiros, da mesma forma que se estrutura uma patrulha escoteira.
O Código de Cavaleiros

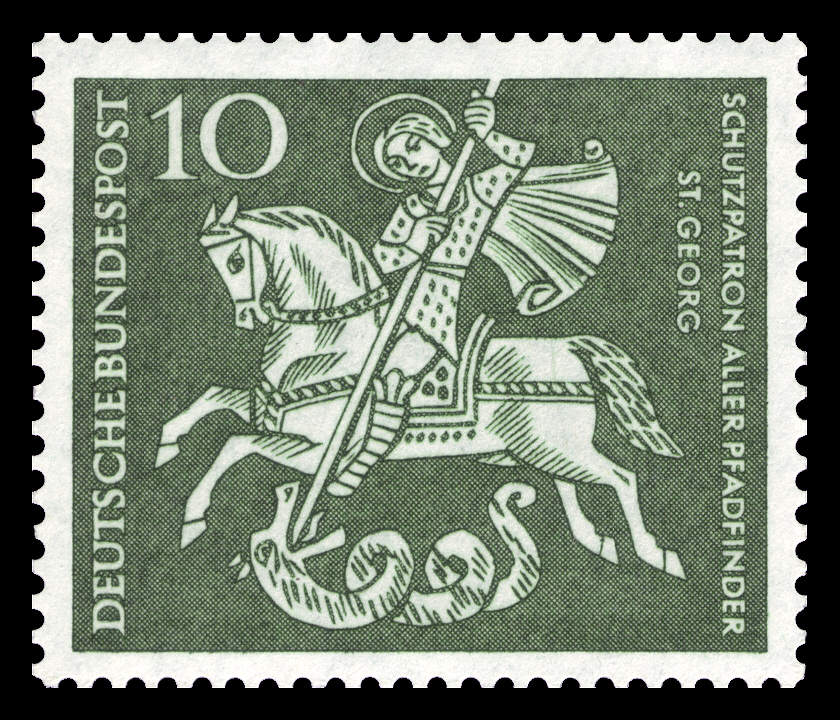
Selo comemorativo dos 50 anos de escotismo, ilustração faz referência a São Jorge, padroeiro do movimento.

Assim como os cavaleiros escoteiros seguem alguns códigos de honra, lembrando que sua honra é sagrada; sua Pátria, seu Deus estão sempre presente em sua mente; cortesia para com mulheres, crianças, idosos e mais fracos, tem que ser presente todo o tempo; prestativos sem discriminação; poupar dinheiro e comida para doar para aqueles que não podem os ter; aprender o manejo de ferramentas que possam defender os seus princípios; manter-se forte, saudável e ativo para cumprir o Código.
O escoteiro também deve praticar boas ações diariamente, pequenas coisas, mas sempre e nunca esperar algo em troca.
Salvamento de Vidas
O escoteiro tem que estar preparado para salvar vidas, para isso não basta ler livros, tem que praticar e sentir-se preparado para tal, esse é dos motivos para o lema: Be Prepared, estar preparado para qualquer situação e agir com frieza e saber o que está fazendo.
So that others may live.— Tradução: Para que os outros possam viver.
Resistência
O escoteiro tem que estar com o corpo preparado para os desafios, para isso ele deve manter um excelente condicionamento físico, ter resistência para aguentar noites no frio, já que muitas vezes dormirá ao ar livre, assim como banhos diários.
Ame sua Pátria
Viver pelo prazer, deixando a pátria em segundo plano não faz a pessoa um escoteiro, segundo B-P deve haver sempre ações que colaborem com a Pátria e com o globo. Ser escoteiro e ser um bom cidadão.

Minha Pátria antes de mim— B-P em Escotismo para Rapazes

## Atividades

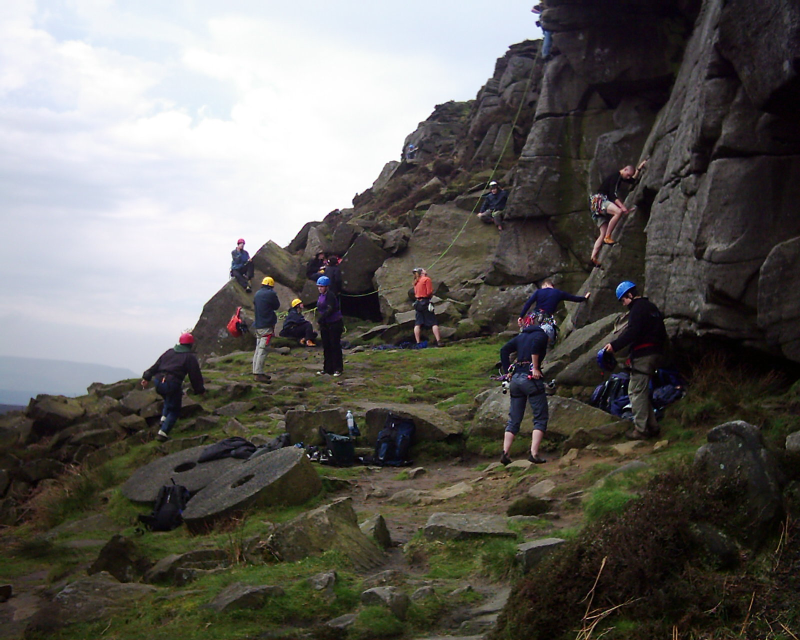
Atividade de escalada, exemplo de "atividade habitual".

No escotismo o jovem aprende fazendo, ou seja, em forma de atividades.
O jovem é o principal da atividade, ele é quem prepara, desenvolve e avalia, com o suporte dos escotistas.
Eles acreditam que as atividades dão ao jovens experiências que podem influenciar positivamente nos seu comportamento.
Exemplificando, plantar árvores e promover seu crescimento, para entender sobre natureza; compartilhar bens pessoais com outros para entender o que é solidariedade; cozinhar para o consumo próprio e limpar após, ajuda a incorporar essas atividades essas habilidades no dia-a-dia.
Afirmam também que aprender fazendo é aprender descobrindo, o resultado é que o conhecimento, atitudes e habilidades são assimiladas de uma forma mais profunda e duradoura.

### As atividades individuais ou conjuntas
Embora as experiências e a realização dos objetivos pessoais são coisas essencialmente individuais, as atividades fixas e variáveis são quase sempre feitas em grupos e envolvem toda a patrulha ou toda unidade escoteira. No entanto, certas atividades fixas são realizadas individualmente, como ingressar na unidade, aceitar uma responsabilidade dentro da patrulha, fazer a Promessa...
Certas atividades variáveis também são realizadas individualmente, como atividades de back-up, tarefas pessoais dentro de uma atividade de grupo ou de proficiência. Atividades de back-up são tarefas específicas dentro ou fora das patrulhas, que são sugeridas para um jovem pelo monitor da patrulha ou pelo escotista, a fim de adquirir experiências que irão ajudá-lo para reforçar um tipo de comportamento que tem sido difícil de alcançar.
Estas atividades não são normalmente ligadas ao resto das atividades de patrulha ou da unidade escoteira e não necessitam ser planejados ou efetuados dentro de um ciclo de determinado programa. Eles resultam do diálogo em curso entre o jovem em questão e os outros membros da patrulha, o monitor de patrulha ou o líder do adulto acompanhamento.
Tarefas pessoais, dentro de uma atividade de grupo, são as pequenas tarefas individuais que cada jovem tem a responsabilidade de realizar para ajudar a alcançar um objetivo comum.

### Os tipos de atividades
As atividades são dividas em habituais e distintas.
Na primeira são atividades com a mesma forma, geralmente relacionado ao mesmo tema, tem a função de criar a atmosfera Método Escoteiro, contribui de um modo geral para o atingir os objetivos educacionais.
Isso inclui cerimônias, acampamentos e qualquer outra atividade rotineira, como manutenção de equipamento, jogos, canções…
As "atividades distintas", são atividades amorfas, sem temas específicos, dependentes do interesse do jovem, não se repetem a menos que o jovem ache necessário e nesse caso deve haver um intervalo considerável entre uma e outra, contribui objetivamente para um ou mais tópicos do sistema educacional.
Visitas a locais, aprender a reciclar papel, são exemplos de "atividades distintas".

### Atividades habituais
As atividades ocorrem com certa periodicidade e há dois tipos de encontros, a de patrulhas e a de Unidades escoteiras:
Encontro de patrulha
O encontro de patrulha ocorre pelo menos uma vez por semana, dependendo dos interesses e da disponibilidades dos escoteiros, pode ocorrer mais de uma vez por semana. Um desses encontros coincide usualmente com o encontra da Unidade escoteira.
Esses encontros podem ocorrer na casa de algum dos membros da patrulha, no local que costumam praticar os encontros da Unidade escoteira, no campo, ou em outro lugar que for apropriado para a atividade. O encontro de patrulha não precisa ter a presença de todos os membros, às vezes dois ou mais membros podem unir-se para um tema específico, o que ocorre normalmente com qualquer jovem dessa idade.
O propósito é pré-selecionar, selecionar, preparar ou avaliar atividades; participar de algum projeto, assegurar que encontro do conselho da Unidade aconteça. Mas também pode ser um encontro informal, como um grupo de jovens.
Cargos na patrulha
Para cada patrulha, atribui-se cargos obrigatórios e não obrigatório:
- obrigatórios:

- Monitor(a) (porta-voz da patrulha, orienta e participa no conselho de guias);
- Sub-monitor(a) (adjunto do guia);
- Tesoureiro (trata da tesouraria da equipa);
- Secretário (faz a ata nas reuniões da equipa).

- não obrigatórios:

- Guarda-material (organiza e cuida dos materiais da equipa);
- Arquivista;
- Socorrista (responsável pela farmácia da equipa);
- Repórter;
- Animador.

Encontro da Unidade escoteira
O encontro da Unidade escoteira ocorre usualmente nos finais de semana e podem durar em torno e três horas. O encontro da Unidade ou do Grupo escoteiro ocorre em um local determinado, normalmente cedido pela comunidade local.
Ele começa pontualmente com uma abertura, simbólica: Hastear a bandeira, fazer uma oração ecumênica, entoar os cantos ou gritos de patrulha. Então são dadas as notícias principais e os jovens são encaminhados para as atividades do programa.
O encontro alterna entre atividades de patrulha e da Unidade escoteira, e quanto estão desenvolvendo as atividades os escotistas avaliam os jovens, tanto como indivíduos quanto em grupo. Elas também variam quanto a estrutura e ritmo, pois pode haver atividades externas, por exemplo, onde há interação com a comunidade, com a natureza, ou ainda com outro grupo ou Unidade escoteira.
Os escotistas não são orientados e são desestimulados a padronizar as atividades, lembrando que a Unidade escoteira é essencialmente suportada e organizada pelo sistema de patrulhas. O ideal é que a Unidade escoteira trabalhe como uma unidade feita pelo jovem e não ditada pelo ritmo imposto pelo escotista.
O fim da atividade assemelha-se com o início, com o arriamento da bandeira, uma oração ecumênica. Mas há também a limpeza do local utilizado e às vezes discussões sobre a administração.

##### Acampamento e excursão
O acampamento é a mais importante das atividades habituais. O Método escoteiro não faz sentido sem a vida ao ar livre— CNE

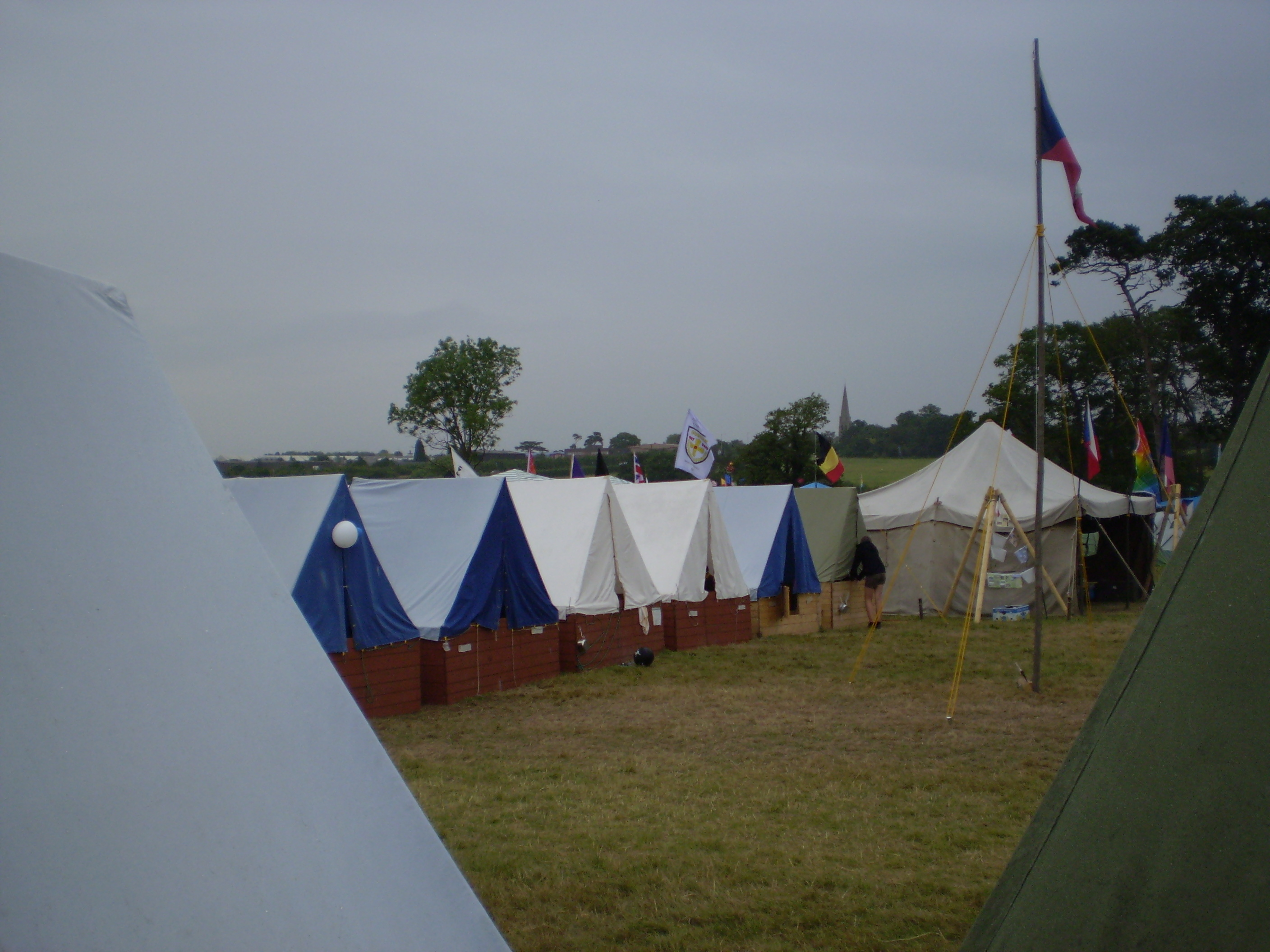
Barracas de escoteiro da República Checa no Jamboree, 2007

Escoteiros acampam normalmente entre três e seis vezes por ano, tentando acumular um total de no mínimo quinze dias acampados. Dependendo da seção, acampamentos duram de dois a cinco dias, exceto pelo acampamento que finaliza o ano que tem em torno de dez dias.
Um calendário anual de um Grupo escoteiro seria algo assim:
- Um acampamento de dois dias a cada semestre;
- Um acampamento de três a cinco dias nas férias não principais;
- Um acampamento de dez dias, durante o verão ou nas férias mais longas dos jovens. Comprometendo-se a no meio do desse acampamento encerrar o "ano escoteiro".

Acampar é uma atividade que envolve outras atividades, mantendo-se dentro do programa, durante o acampamento jogos de escalada, fogo de conselho, explorações e algumas outras, essas atividades são para o desenvolvimento do jovem. Acampamento não é somente uma versão expandida das atividades normais, são atividades que oferecem contato com a natureza, desenvolvimento da observação.

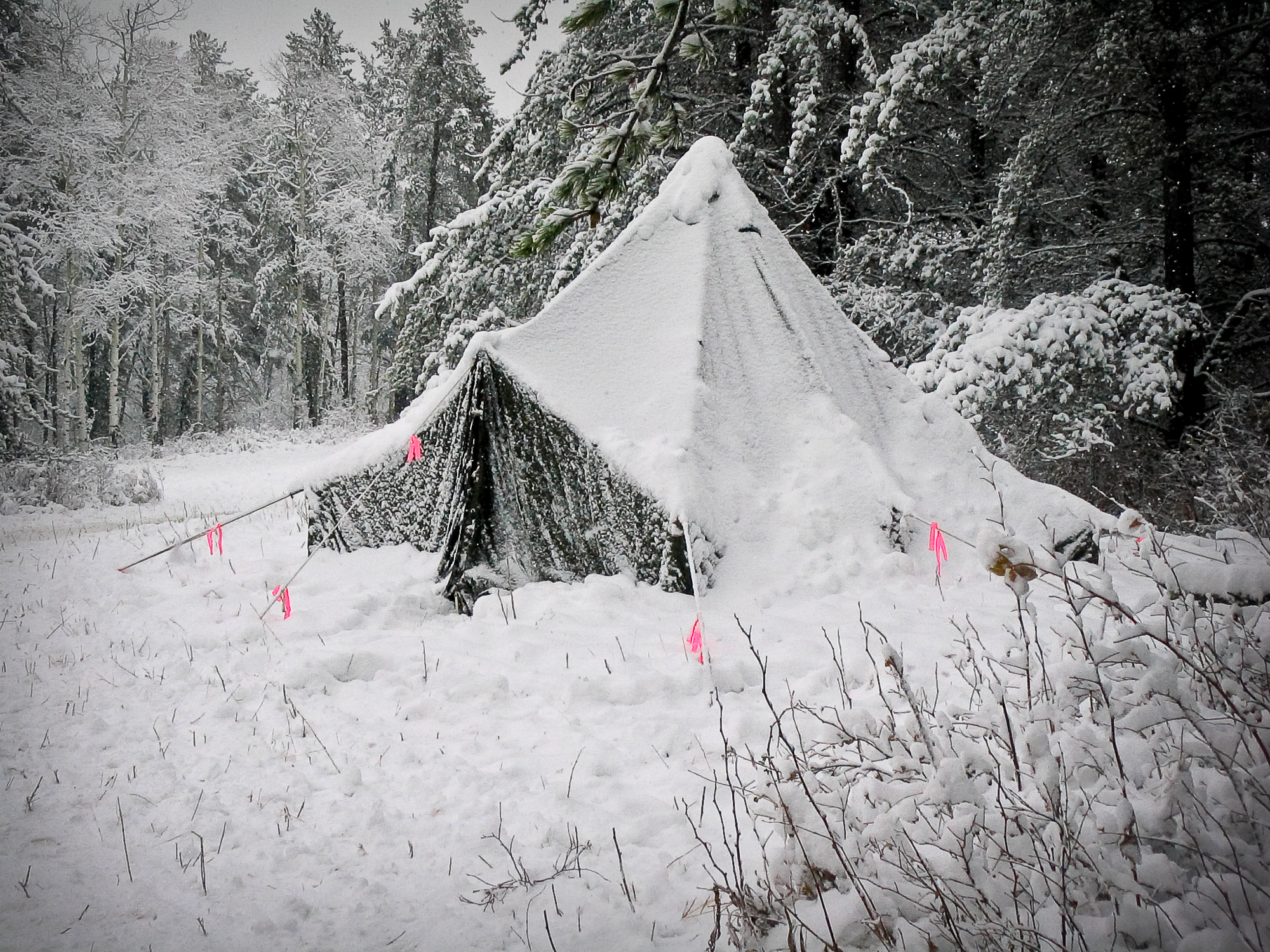
Acampamento no meio da neve.

Excursões são atividades curtas que duram de um a dois dias, organizadas pelas patrulhas podem acontecer em qualquer momento do ano dentro do "calendário escoteiro".
Ambas são atividades voltadas para aumentar o contato com a natureza, também à exploração de novos territórios com um grupo de amigos. Ajuda o jovem a desenvolver autonomia, exercitar a responsabilidade e superar barreiras e fortalece a coesão entre a patrulha. Tanto no acampamento quanto nas excursões a intenção é que os escoteiros:
- Redescubram o ritmo natural;
- Utilizem os seus sentidos e desenvolvem a imaginação;
- Percam o medo do desconhecido;
- Descubram a importância da solidariedade, do trabalho em grupo e as limitações do grupo;
- Experimentem a vida simples e condições rudimentares;
- Encontrem-se cara-a-cara com eles mesmos;
- Maravilharem-se com a criação e renovam os questionamentos ou certezas sobre Deus.

##### Jogos

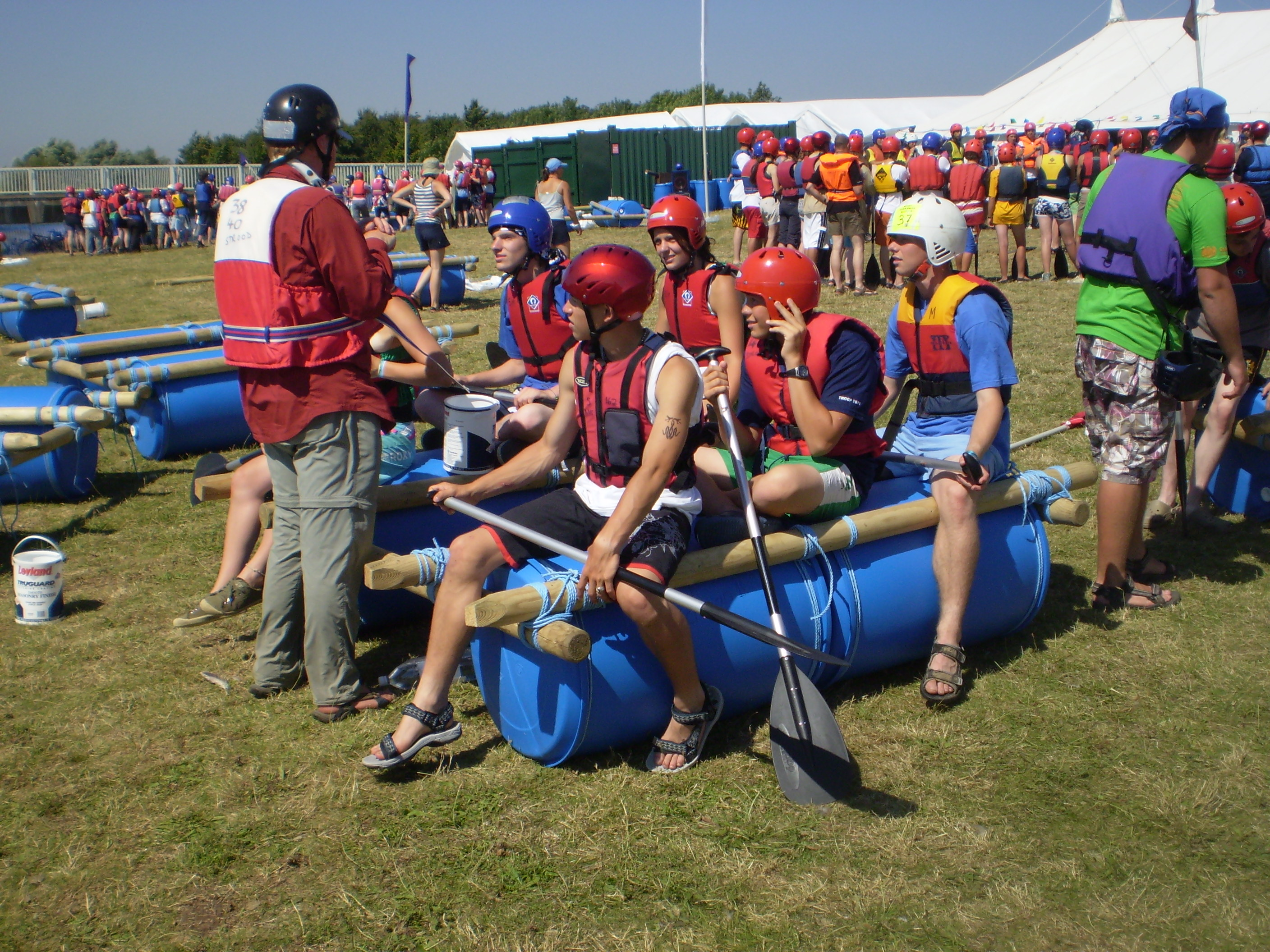
Escoteiros recebendo instruções sobre jogo, Jamboree, 2007

Jogos podem ser vistos sob duas perspectivas:
Primeira, o jogo como uma atitude. Dessa perspectiva, jogar é aproximar-se de um estilo de ser, um jeito de fazer. Esse é o ponto de vista de quem encara as coisas de modo otimista e com bom-humor, permitindo que a vida o surpreenda. Essa atitude é introduzida para as crianças através do Método Escoteiro, como se esse fosse um "grande jogo" que cada escoteiro se apropria dele e torna é o que torna o Escotismo atraente. Essa atitude de "brincalhona" é o que faz os jovens deixarem suas inibições de lado.
Segunda, jogos podem serem vistos como atividades, um modo espontâneo de descobrir-se e descobrir outros e o mundo. Jogar implica experimentar, ver o quão longe pode-se chegar, aventurar-se, esforçar-se e alcançar. Jogar com outros envolve compartilhar, ajudar um ao outro, organizar-se, aprender a ganhar e perder. Dessa perspectiva, jogar é um modo de entrar na vida em sociedade, assim como na vida cotidiana, onde há regras a serem seguidas.
Organizar jogos atraem jovens e facilita o aprendizado. Na organização cada participante tem a responsabilidade cumprir as suas obrigações com inteligência e habilidade, tem que estar focado naquilo que faz, caso ele falhe sua equipe falha.
Os escoteiros também aprendem que não podem ganhar sempre, também que os mais habilidosos devem partilhar as suas habilidades com os menos aptos.
Passos definidos pela OMME para um bom jogo
- Ter uma gama de jogos e escolher o correto para cada ocasião;
- Preparar-se para ele o quão avançado seja necessário;
- Implementar regras simples para não haver espaço para ambiguidade e explicá-los claramente, deixando explicito como jogar e, se for o caso, explicar como se ganha e se perde;
- Deve-se incentivar jogos onde os escotistas não participem dos jogos;
- Não se deve interromper o jogo a menos que haja alguma razão forte para tal ato;
- O jogo deve acabar antes dos jovens perderem interesse nele, assim pode-se aplicá-lo novamente;
- Deve-se garantir o respeito pelo perdedor e dar o mérito ao vencedor;
- Os jogos não devem ter um alta incidência, não repetir os mesmo jogos;
- Tem que existir uma avaliação dos jogos e dos participantes e deve haver alguém designado para realizar tal tarefa.

##### Histórias, anedotas e contos

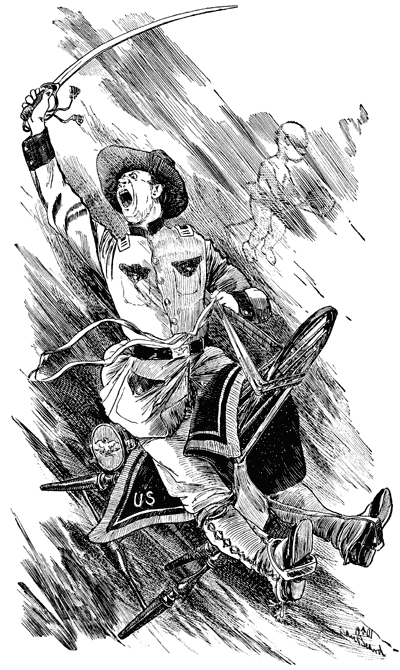
Capitão Jinks, "herói" usado no escotismo estadunidense.

Não há uma fase para contar histórias, mas entre os 11 e 15 anos o jovem é tipicamente curioso, ama ter aventuras e sentem prazer em se perder no desconhecido e no mistério. Jovens sempre apreciam uma boa história, uma gostosa anedota, ou ainda, uma lenda impactante, especialmente se essa contém elementos simbólicos já presentes na cabeça do jovem.
Histórias são como bons temperos: pouco é tão ruim quanto muito. Por esse motivo, os escotistas às introduzem em certas oportunidades, como um acampamento, um fogo de conselho, longas caminhadas. As histórias servem de exemplo para os escotistas também como ferramentas para exemplificarem valores, mostrarem modelos sociais, incentivarem a imaginação ou ainda mostrar situações que devem ser seguidas ou rejeitadas.
O jovem pode inventar histórias para empoderar seu repertório. Isso encoraja-o a desenvolver a criatividade e a habilidade de inventar situações magicas. Os testemunhos de exploradores, inventores e cientistas geralmente são histórias verdadeiras, mas nada impede o escoteiro ler ficções da boa literatura universal, especialmente às criadas para os jovens.

##### Som e dança

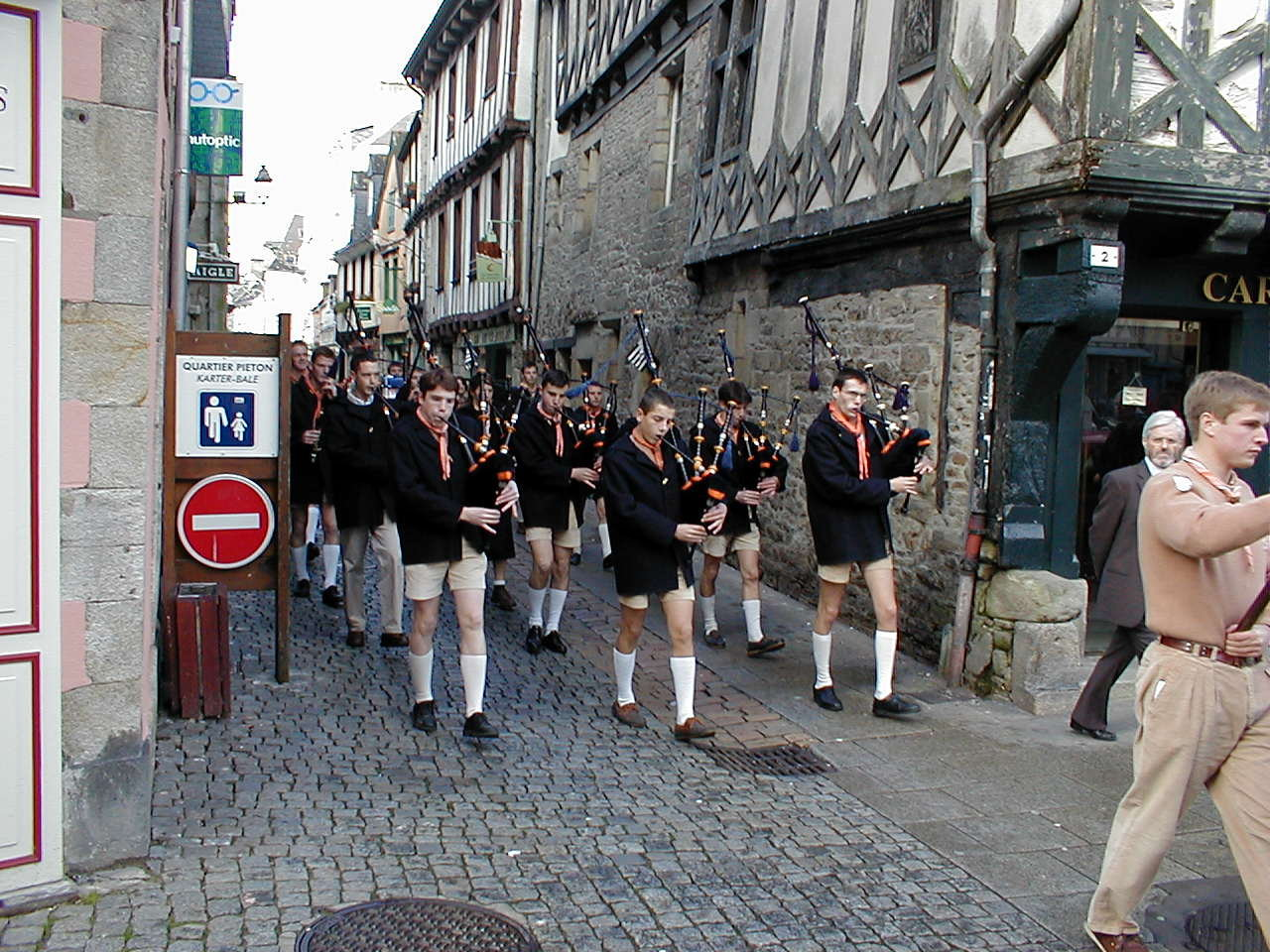
Escoteiros franceses tocando gaita de fole.

Som e dança são extremamente importantes para o desenvolvimento das habilidades artísticas do jovem, aprendendo a lidar com seu corpo e se socializando. Cantar e dançar são atividades que aproxima as pessoas, ajuda a superar inibições e elevar o espírito. Cada cultura tem as suas músicas, mas é importante que haja o incentivo ao canto e dança dentro do movimento escoteiro, para que eles recebam esses benefícios, mas muitas Unidades escoteiras não cantam, reflexo de seus escotistas não cantarem e isso deve ser evitado.
As canções não necessitam ter o "tema escoteiro", ou ser uma música folclórica. As músicas veem dos jovens, que incorporam as que mais lhe agradam, só se deve prezar para que elas não fujam dos valores ou do espírito escoteiro, ou seja, ter uma temática adequada.

##### O Fogo de conselho

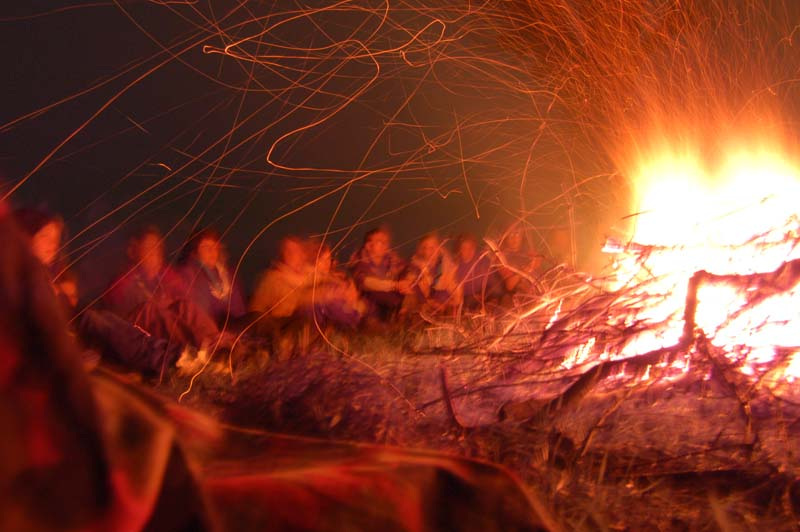
Fogo de conselho.

O Fogo de  conselho da Unidade escoteira consiste basicamente em uma reunião artística ao redor do fogo, dura normalmente entre uma a uma hora e meia. Ele é uma "diversão planejada" que mistura sons, pequenas esquetes, pequenas histórias, danças e outras atividades artísticas apresentadas pelos jovens.
O Fogo de conselho é normalmente organizado em aniversários importantes para todos, no fim da programação, na última noite e em ocasiões semelhantes.
O bom Fogo de conselho pela OMME
- O programa do Fogo deve ser preparado com antecedência. Todos os jovens e suas patrulhas devêm participar, seguindo o que foi decidido pela Unidade escoteira;
- Todo escoteiro tem um papel dentro da atividade, mesmo que na organização, manter a atmosfera artística no número de suas patrulhas;
- A apresentação da patrulha deve curta, variada e de bom gosto;
- Cada unidade tem seus rituais para acender e encerrar o fogo, isso dá a celebração um sabor, uma tradição e um sentido adequado ao momento;
- Como as atividades do dia, o Fogo de conselho deve começar animado e calmamente atenuando seu ritmo e se tornando mais sóbrio, concluindo-se com um momento de reflexão e de oração;
- No campo, o fim do Fogo coincide com a hora de dormir dos jovens, a menos que haja um breve intervalo para se servir uma bebida quente ao redor das cinzas;
- O Fogo de conselho pode ter um tema principal e particionado em atividades menores, como as esquetes.

#### Atividades distintas
Atividades variáveis ou distintas, são atividades que envolvem atividades além do escotismo, mas mantendo os mesmo valores, essas devêm ser desafiadoras, úteis, gratificante e atrativas, sendo essas as únicas restrições, segundo a OMME.

##### Sobre a exigência

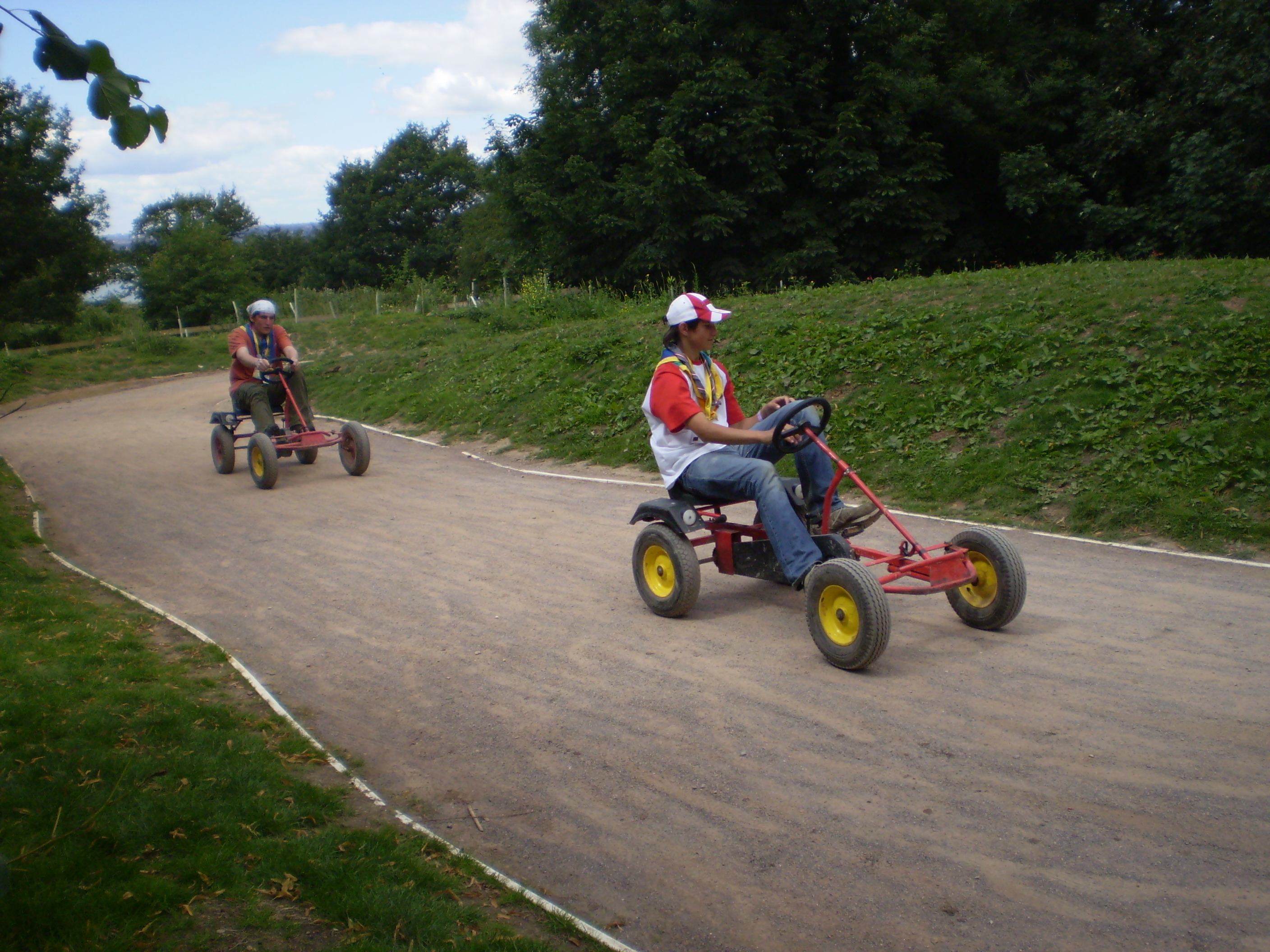
Outro exemplo de atividade variável, Jamboree, 2007

Desafiadora significa que se deve envolver um desafio proporcional a habilidade dos jovens, estimulá-los a fazer o melhor. Uma atividade que exige menos esforço do que os jovens são capazes de não adicionar nada às suas competências, nem incentivar o desenvolvimento de novos conhecimentos, atitudes ou habilidades. Por outro lado, se o desafio é muito além de suas habilidades e nível de maturidade, os jovens tendem a perder o ímpeto e não vai atingir o comportamento desejado.
Útil significa que as atividades devem ter por objetivo gerar experiências que propiciam a aprendizagem real.
Para serem consideradas educacionais atividades, no calor do momento, devém ser mais do que apenas diversão, ou cheias de ação. Elas devêm ter o foco no desenvolvimento pessoal, em outras palavras, elas devem oferecer oportunidades para se praticar desejadas padrões de comportamento.
Gratificante elas devêm dar aos jovens o sentimento de que vão conseguir algo através da atividade, ou porque há alguma vantagem para ser adquirida ou porque irá satisfazer alguma necessidade ou desejo.
Atraente significa que cada atividade deve despertar o interesse dos jovens e entusiasmo. Isso pode ser simplesmente por gosto, porque é original ou porque se sentem comprometidos com um valor que esta implícita nele.

##### Temas
Atividades distintas podem envolver os mais diversos assuntos, basicamente em função dos interesses dos jovens e as necessidades da comunidade em que a unidade opera o grupo escoteiro. Os temas, ou grupos de temas, que aparecem com mais freqüência entre as atividades variáveis de uma unidade de escoteiros são:
- Técnicas manuais e habilidades;
- Reflexão, autoconhecimento e conhecimento do próximo;
- Esporte;
- Diferentes tipos de artes;
- Conhecimento e proteção da natureza;
- Serviço comunitário;
- Vida familiar;
- Compreensão intercultural;
- Direitos humanos e democracia;
- Educação para a paz e desenvolvimento.

O fato de que esses são os temas mais comuns para as atividades distintas de forma alguma exclui outras áreas que possam ser de interesse dos jovens ou relevantes para suas comunidades. No entanto, deve-se lembrar que, em conformidade com seu método de ensino, o Escotismo proporciona prioridade para aqueles que estão relacionados a jogos, serviços e a natureza.

##### Duração

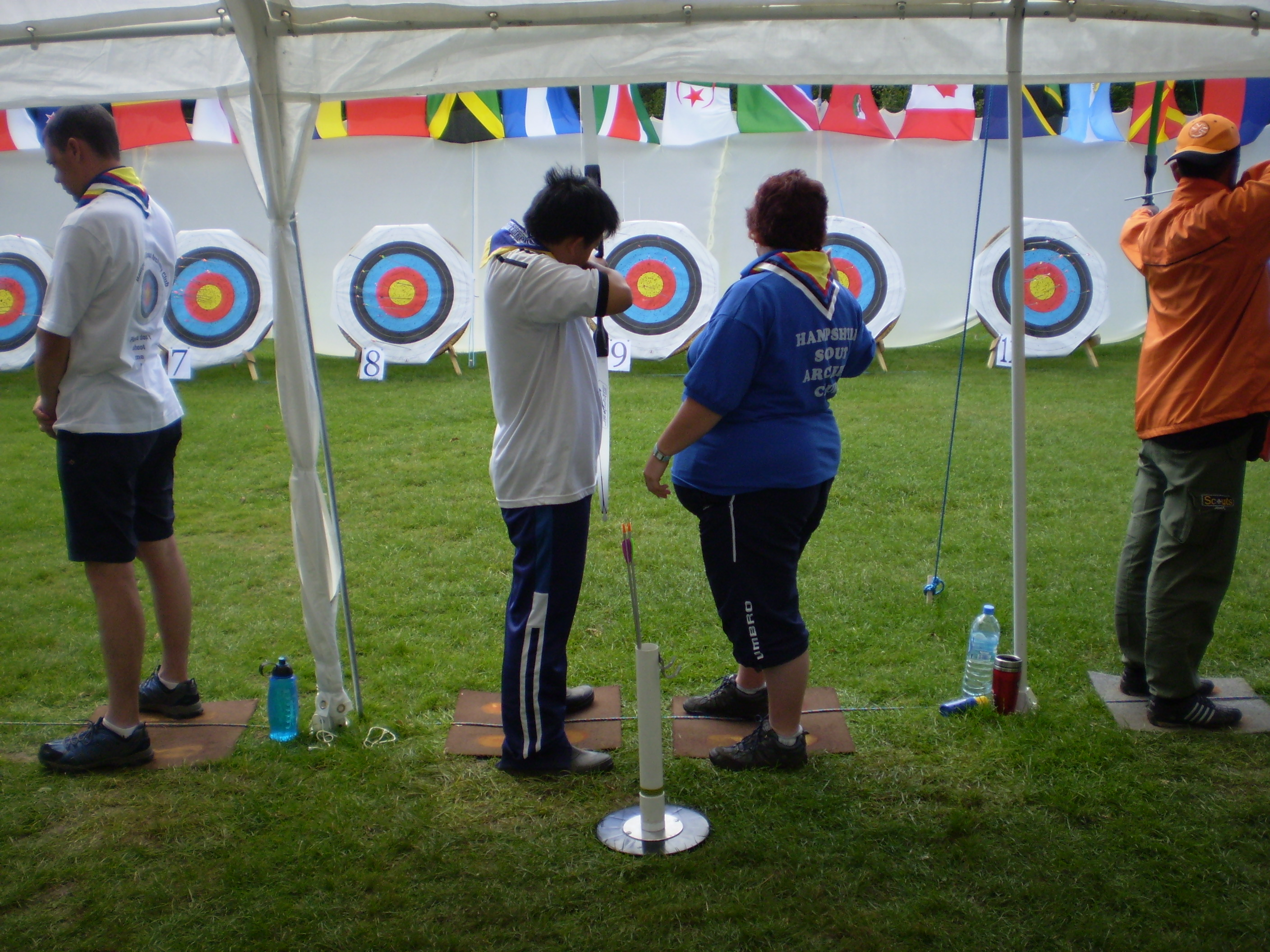
Exemplo de atividade variável, Jamboree, 2007

A duração das atividades distintas é muito relativa: Há atividades espontâneas ou instantâneas que são quase sempre "atividades de surpresa" e destinam-se a captar a atenção dos jovens, criar um momento de diversão ou preencher algum tempo imprevisto. Todos os monitores e escotistas precisam ter um estoque pronto de atividades, a experiência demonstra que eles sempre serão necessários. Alguns podem assumir a forma de um jogo ou música.
Atividades de curta duração, geralmente ocupam uma única reunião, exemplo, uma apresentação a cerca de uma lei escoteira, e atividades de média duração pode durar dois a três semanas (por exemplo: após aprender um método de reciclagem de papel, os jovens a fazer o livro de patrulha com folhas que fizeram).
Atividades de longa duração podem durar mais de um mês ou até mesmo um programa conjunto ciclo, ou demorar vários dias, durante um acampamento (por exemplo: escolher uma melodia, compor uma música, fazer os instrumentos para tocar, organizar um festival, apresentam as músicas e escolher o número vencedor). Neste caso, todas as patrulhas estão engajadas na mesma atividade, mas trabalhar separadamente.
Os projetos são de médio ou longo prazo tipo de atividades de duração, que envolvem um conjunto de atividades complementares realizadas pelas patrulhas a fim de alcançar um comum objetivo (por exemplo, para preparar uma festa de Natal em um lar para idosos, que envolve presentes fazendo, preparando números artísticos, a decoração do local, coordenando com a gestão do estabelecimento, a obtenção de recursos e muitas outras tarefas). Neste caso, as patrulhas realizar diversas atividades que contribuem para o sucesso do grupo. O comprimento de uma atividade é relevante para o planejamento, para os jovens, para os escotistas na proposição, seleção e elaboração dos mesmos.
Atividades espontâneas não precisam ser planejadas ou não incluídas no calendário de atividades. Eles normalmente são propostos pelo chefe da patrulha ou pelo escotista. Atividades de curta duração devêm estar no ciclo do programa de planejamento, mas uma atividade deste tipo também pode ser aplicada para substituir outra que não pôde ser realizada devido a circunstâncias imprevistas. No primeiro caso, a participação dos jovens nas propostas e na seleção, é obviamente maior que o segundo, em que monitor da patrulha ou o adulto responsável traz a atividade de seu "estoque" para estas situações.
Atividades de média e longa duração são as mais frequentes nas atividades escoteiras. Estas resultam de propostas dos jovens através de suas patrulhas e necessitam de muito apoio dos escotistas no planejamento, já que exigem uma combinação de diferentes tipos de atividades complementares.

##### Simultaneidade
Para uma maior dinamicidade ou por uma questão de disponibilidade, pode haver mais de uma atividade ocorrendo ao mesmo tempo. Um exemplo é a plantação de algo, há uma necessidade de espera para que a atividade se conclua, o tempo da planta crescer, até lá ocorrerá outras atividades em paralelo.

#### Proficiência ou Especialidade

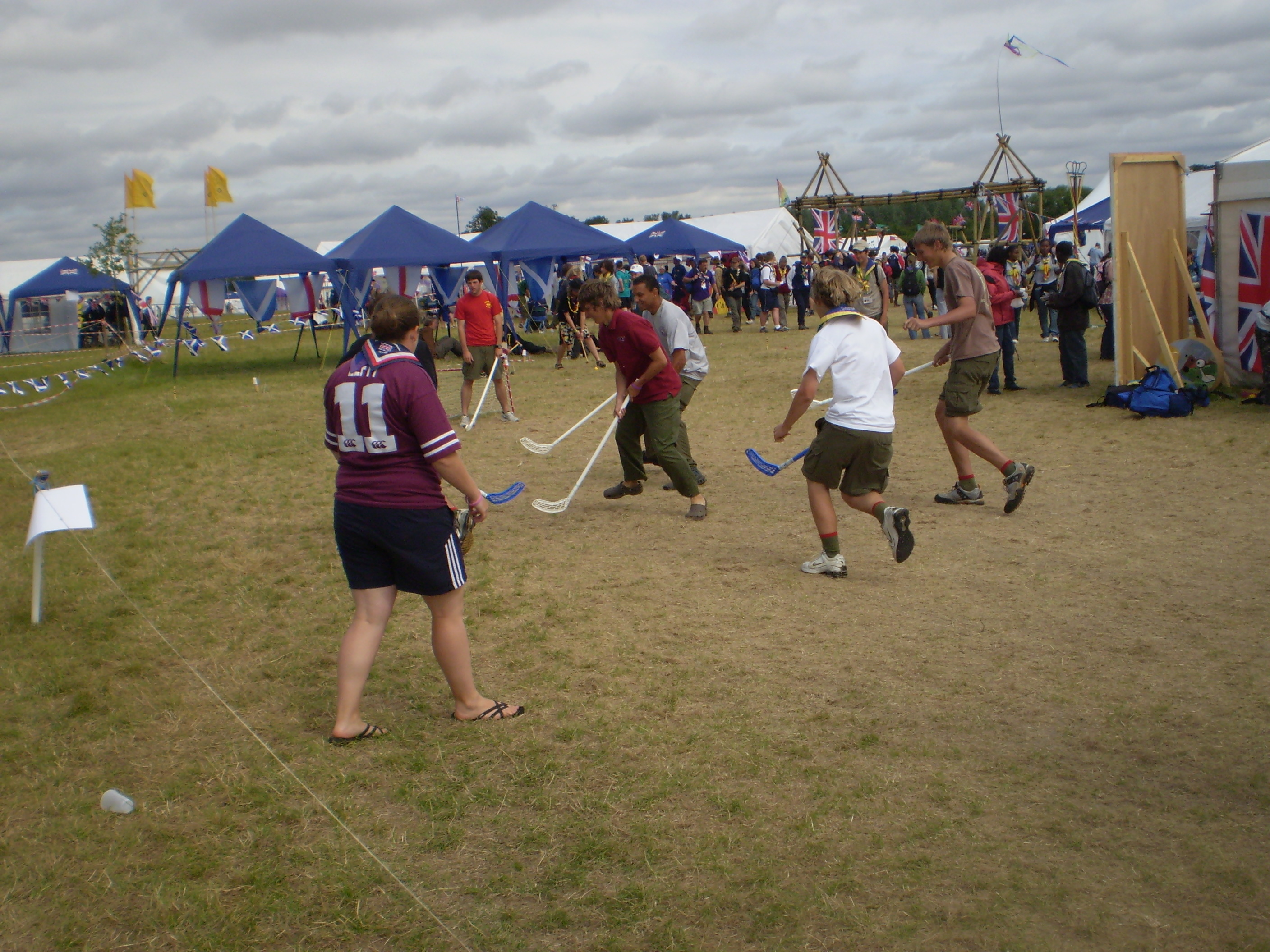
Escoteiros jogando hockey na grama, no Jamboree

São atividades cujo objetivo é incentivar os jovens a adquirirem e praticarem habilidades em áreas específicas, desenvolverem aptidões inatas e explorarem novos hobbies. Como resultado, elas elevam a auto-estima dos jovens através da confiança que vem com uma destreza. As atividades podem ser agrupadas em conjuntos:
- ciência e tecnologia;
- expressão, cultura e a arte;
- esportes;
- serviço a outros;
- vida na natureza.

Uma proficiência oferece a oportunidade de explorar um novo campo de conhecimento, faz com que o jovem saiba mais sobre o tema escolhido, o escotismo procura também fazer com que o jovem efetue algum serviço usando os novos conhecimentos. O mais importante é ter a oportunidade de fazer as coisas e a aprender com a experiência adquirida como resultado. Uma vez que se precisa de certa quantidade de informações para fazer efetuar esse tipo de atividade, os jovens são os primeiros incentivados a procurar informações para eles mesmos. Os jovens, assim, são encorajados a aprender por si próprios através das atividades que fazem, ou planejam fazer. O monitor incentiva esta busca de informações, apresentando o tema, estimulando o jovem para fazer novas descobertas e ajudando que a eles a tirarem conclusões sobre processo. Excepcionalmente e somente se o processo de autoinformação revelou-se insuficiente, o monitor pode proporcionar o conhecimento diretamente. Pela mesma razão, os requisitos para reconhecer a competência só podem ser avaliados por aquilo que o jovem fez realmente. Um fotógrafo que expõe as fotos que tomou ou uma atriz que apresenta um esquete no fogo de conselho, ambos demonstram o que conseguiram aprender e demonstram as respostas certas sobre medição de luz ou técnicas da linguagem corporal. A avaliação será ainda melhor se o jovem demonstrar, para além da forma, como a proficiência permitiu que constituíssem um serviço útil a outras pessoas. O fotógrafo poderia ilustrar o problema de leitos na área local e a atriz poderia participar de uma peça em um lar para idosos. Isso ajuda os adolescentes para experimentar a sensação de aprofundar sua integração social através da aprendizagem para si próprio e para outros. O emblema de proficiência, assim, testemunha a vontade do perito jovem a servir outros no campo da sua proficiência.
|  |  |  |

## Conjuntura
Apesar do número de Escoteiros parecer elevado em números absolutos, é pouco relevante se analisado demograficamente.
| Dez países em número de escoteiros |           |        |
|                                    |           |        |
| País                               | Membros   | Início |
| Indonesia                          | 8 100 000 | 1912   |
| Estados Unidos                     | 7 500 000 | 1910   |
| Índia                              | 4 000 000 | 1909   |
| Filipinas                          | 2 300 000 | 1910   |
| Tailândia                          | 1 250 000 | 1911   |
| Reino Unido                        | 1 000 000 | 1907   |
| Bangladexe                         | 1 000 000 | 1920   |
| Paquistão                          | 590 000   | 1909   |
| Quênia                             | 420 000   | 1910   |
| República da Coreia                | 280 000   | 1922   |

| A OMME organiza o escotismo em macro-regiões: Países sem escotismo Cuba e Myanmar\| Região europeia Região africana Região asiática-do pacífico \| Região interamericana Região euro-asiática Região árabe \| |                                                         |
| Região europeia Região africana Região asiática-do pacífico | Região interamericana Região euro-asiática Região árabe |

| Região europeia Região africana Região asiática-do pacífico | Região interamericana Região euro-asiática Região árabe |

## Simbologia
Flor-de-lis

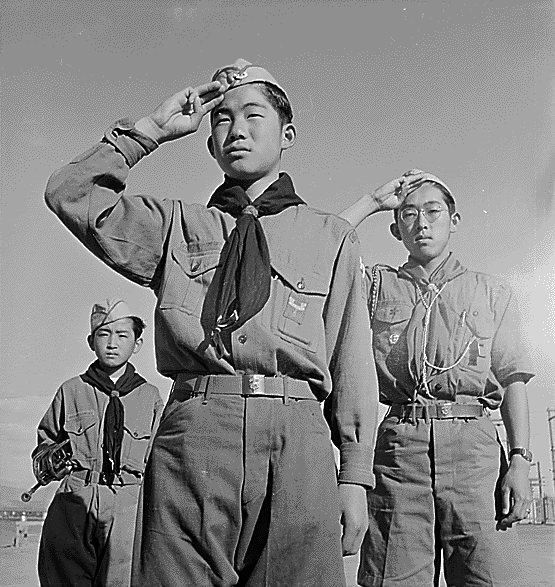
Escoteiros saudando a bandeira.

A flor-de-lis é o símbolo do escotismo mundial, a origem deve-se a utilização da mesma em cartas náuticas representando o norte com a sua ponta, assim como uma rosa dos ventos, além de ser o símbolo da monarquia francesa desde o século XII.
Baden-Powell então a escolheu como representação do movimento que ele criara, pois idealizava a direção que o escotismo seguiria desde então, a flor-de-lis para os franceses também representava pureza de espírito, luz e perfeição, atributos incorporados no escotismo até os dias de hoje.
Chapéu e Lenço escoteiro
Tal como Frederick Russell Burnham, Baden-Powell era um batedor militar. Após servirem juntos na Campanha dos Matabeles em 1896, Burnham introduziu Baden-Powell ao ponto de ebulição a maneira do Oeste americano e do woodcraft, e aqui que ele usou seu chapéu Stetson e Lenço escoteiro pela primeira vez.
Hoje em dia, o uso das cores dos lenços é diferente entre associações e países, mas a honra que lhe devemos será sempre igual. Usado geralmente em cerimônias, o lenço é enrolado, colocado ao redor do pescoço e então preso com um anel. Cada organização escoteira tem liberdade para definir as cores e o emblema de seu lenço. É uma tradição em acampamentos e eventos ao redor do mundo trocar lenços com outros escoteiros, sendo que alguns chegam a formar verdadeiras coleções.
Aperto de mão
Diferente do habitual aperto com a mão direita, o escoteiro se cumprimenta com a mão esquerda, devido a uma passagem vivida por Baden-Powell, aonde o chefe de uma tribo indígena estende a mão esquerda, com o argumento de que para tal ele tem de largar o escudo, depositando toda sua confiança no outro, mesmo que este seja seu adversário.
Sinal escoteiro
Com os dedos médio, indicador e anular unidos, simbolizando os três pilares da Promessa Escoteira (Deus, Pátria e o Próximo), e o polegar se sobrepondo ao mínimo, indicando a proteção do mais forte para com o mais fraco.
Saudação escoteira
Em todas as esferas, todos os membros do movimento escoteiro, ao se verem pela primeira vez no dia se saúdam, sendo o primeiro a ver o primeiro a saudar. A saudação também é realizada para cumprimentar autoridades, durante cerimônias de hasteamento e arriamento da Bandeira Nacional. A posição dos dedos, é a do sinal escoteiro, mas ligeiramente de lado a frente da testa.

## Prática religiosa
|  | A prática religiosa e a abordagem da Religião é diferente entre as Associações. Umas consideram que é necessário ter uma religião (CNE, UEB) outras (AEP) consideram que isso não é obrigatório e aceita membros com e sem religião. O Escotismo respeita e estimula os jovens a buscarem ou participarem de uma religião, seja ela qual for, e não impõe determinada religião. Incentivando ainda, o jovem a seguir os preceitos que ela o apresenta. O primeiro comprometimento de um escoteiro é com Deus Como define a CNE: Deus é sempre presente no dia-a-dia do escoteiro, e se espera que ele esteja no coração de todos os jovens. Deus é muito mais do que comprometimento. Ele não é apenas uma grande presença devido a Promessa. Ele é um uma parte da vida do escoteiro, mas além disso em todas as relações interpessoais Ele tem que estar presente. A Promessa contém um profundo comprometimento para com Deus. Assim, a primeira promessa que um escoteiro faz é prometer amar a Deus, já que o amor é uma dadiva cedida por Ele. Mas amar a Deus não significa amar somente a ele e sim dedicar o amor aos outros, a família, aos amigos, as coisas criadas por Ele e a Pátria. E é óbvio que a visão do amor à Deus depende da cultura e da religião de cada ser e isso é respeitado.Como define a AEP (Associação dos Escoteiros de Portugal) na sua Política de Liberdade Religiosa e Espiritual: 1. A AEP assume-se como uma associação aberta a todos (...), garantindo a todos os seus membros a liberdade de consciência, de religião e de culto em conformidade com a Declaração Universal dos Direitos do Homem, a Constituição e as leis Portuguesas. 2. A AEP inclui membros com diferentes opções espirituais e religiosas e assume cabalmente a liberdade de identidade espiritual, religiosa e de fé de cada um, promovendo o respeito e cooperação entre distintas opções e orientações, da seguinte forma: a) Os membros da AEP podem ter ou não ter religião; b) Todos os membros são encorajados a desenvolver a sua dimensão espiritual, em coerência com a sua opção religiosa e, quando aplicável, a fazer esforços para progredir no conhecimento e observância dos compromissos inerentes à sua religião; c) Os membros da AEP não podem ser obrigados a professar uma crença religiosa ou a participar em quaisquer atos religiosos, devendo, no entanto, ser encorajados a participar nos serviços religiosos da religião que professam, quando aplicável; d) A fórmula do Compromisso de Honra e da Promessa deverá ser adequada à opção religiosa de cada membro, (...);. |

## Críticas e Controvérsias ao Movimento Escoteiro
O escotismo algumas vezes tornou-se controverso, tanto na América do Sul como por movimentos de resistência nacionalista na Índia.[carece de fontes?] Entre uma das críticas ao movimento criado por Baden-Powell estava a não permissão de jovens homossexuais em alguns países. O escotismo foi introduzido na África por militares britânicos como um instrumento de domínio colonial, afim de legitimar a supremacia do Império Britânico nos lugares conquistados.[carece de fontes?] Também sofreu críticas ao longo dos anos por não permitir ateus no movimento, embora em alguns países, atualmente, é permitido a entrada de jovens ateus no escotismo.
Em países comunistas, na maioria dos países fascistas no século XX e, em alguns países de regime totalitário, o escotismo foi proibido. A União Soviética baniu o escotismo em 1922, criando um movimento adaptado chamado Organização Pioneira da União Soviética. Durante a Segunda Guerra Mundial, o escotismo foi banido da Alemanha Nazi, Itália, Japão, Hungria e Romênia. O governo romeno criou a Străjeria. Atualmente, o escotismo está presente em todos os países, com exceção de Cuba, Coreia do Norte, Laos, Myanmar e na República Popular da China, exceto nas Regiões Administrativas especiais de Hong Kong e Macau.

## Leituras adicionais
- Livro: Rudyard Kipling (1904). Livro da Jângal, O. Nova Iorque: Martin Claret:A base do Ramo Lobinho.
- Livro: Afonso Rodrigues De Aquino (2005). O Escotista e O Clã Pioneiro. [S.l.]: Landmark
- Livro: Monges da Abadia de Solesmes (1999). Movimento Escoteiro, Desporto e Natureza: de Pio XII a João Paulo I. [S.l.]: Edusc:Mostra a visão da igreja em relação ao escotismo.